# Apartheid
Pour les articles homonymes, voir Apartheid (homonymie).

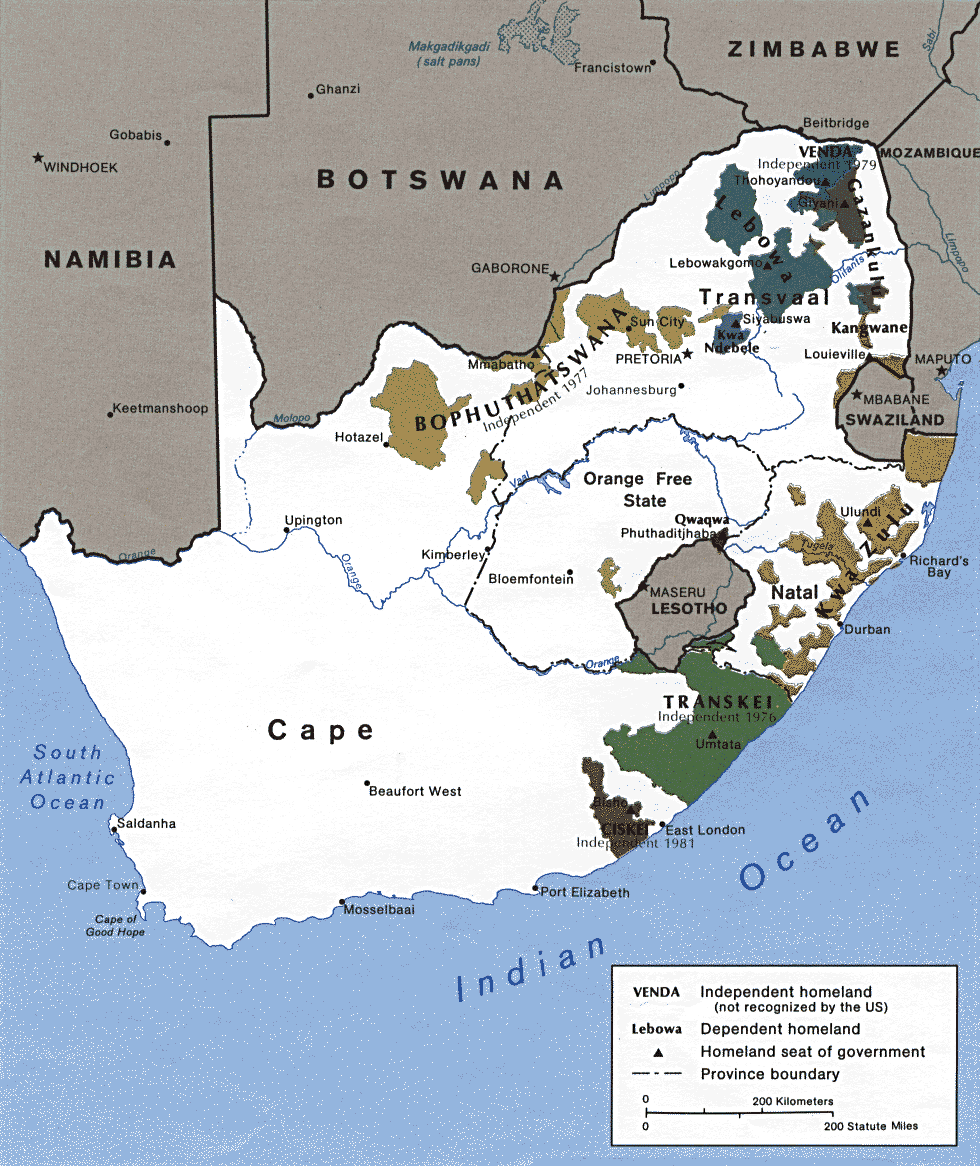
Carte de l'Afrique du Sud des années 1981-1994 présentant les quatre provinces sud-africaines et les quatre bantoustans indépendants du Transkei, Ciskei, Venda et Bophuthatswana et les six bantoustans autonomes, constitués en vertu de la séparation spatiale du grand apartheid.

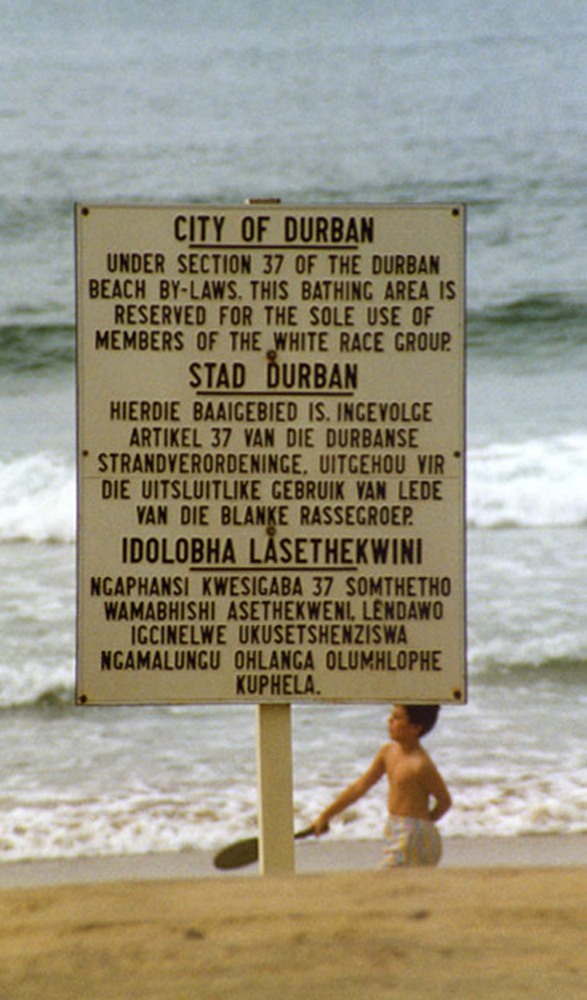
Panneau trilingue (anglais, afrikaans et zoulou) interdisant aux personnes non-blanches l'accès d'une plage de Durban, en 1989.

L’apartheid (mot afrikaans partiellement dérivé du français, signifiant « séparation, mise à part ») était une politique ségrégative dite de « développement séparé » (afsonderlike ontwikkeling) affectant séparément, selon des critères raciaux ou ethniques hiérarchiquement distincts, des populations dans des zones géographiques déterminées.
La notion de « crime d'apartheid » a été définie par la résolution 3068 XXVIII de l'assemblée générale des Nations unies (ONU) du 30 novembre 1973 comme tout acte inhumain de caractère analogue à d'autres crimes contre l'humanité commis dans le cadre d'un régime institutionnalisé d'oppression systématique et de domination d'un groupe ethnique sur n'importe quel autre groupe ethnique. Il a été étendu par la Cour pénale internationale à toute situation où sont en vigueur « des politiques similaires de ségrégation raciale et de discrimination ».
Concept d'origine sud-africaine, les lois de l'apartheid furent conçues et introduites à partir de 1948 en union d'Afrique du Sud (puis république d'Afrique du Sud) par le Parti national, avant d'être progressivement réformées puis finalement abolies le 30 juin 1991. L'apartheid fut également appliqué de 1959 à 1979 dans le Sud-Ouest africain (actuelle Namibie), alors administré par l'Afrique du Sud. Présenté pour la première fois par la Commission Sauer, mais forgé et finalisé concrètement au sein du Broederbond, l'apartheid sud-africain privilégiait les populations blanches au détriment des autres personnes de couleur (noirs, indiens et coloureds). Il était l'aboutissement institutionnel d'une politique raciste et d'une pratique empirique de ségrégation raciale (Pass-laws, baasskap et colour bar), élaborée depuis la fondation de la colonie du Cap en 1652, par la Compagnie néerlandaise des Indes orientales. Avec l'apartheid, le rattachement territorial (puis la nationalité) et le statut social dépendaient du statut racial de l'individu.
La politique d'apartheid en Afrique du Sud fut le « résultat de l'anxiété historique des Afrikaners obsédés par leur peur d'être engloutis par la masse des peuples noirs environnants ». Les lois rigides qui en résultèrent, « dictées par une minorité blanche dynamique obsédée par sa survie » en tant que nation distincte, furent ainsi le résultat d'une confrontation, sur une même aire géographique, d'une société sur-développée, intégrée au premier monde avec une société de subsistance, encore dans le tiers monde, manifestant le refus de l'intégration des premiers avec les seconds.
Après le massacre de Sharpeville en 1960 et dans le contexte de la décolonisation, les critiques internationales contre l'apartheid commencent à prendre de l'ampleur (exclusion de l'Organisation mondiale de la santé, du Bureau international du travail puis du Comité international olympique, retrait du mandat sur le Sud-Ouest africain). Mais ce n'est qu’après les émeutes de Soweto, en 1976 que des sanctions internationales contraignantes (embargo sur les ventes d'armes) sont imposées par le Conseil de sécurité des Nations unies contre l'Afrique du Sud. Les réformes entamées sous les gouvernements de Pieter Botha (autorisation de syndicats non-blancs puis mixtes, abolition des emplois réservés, nouvelle constitution ré-instaurant des droits politiques aux indiens et aux métis, abolition de la loi sur les laissez-passer et de celle interdisant les mariages mixtes, ouverture des lieux publics à toutes les communautés) ne suffisent pas à enrayer la multiplication des sanctions internationales bilatérales (restrictions diplomatiques ou commerciales, embargo sur les importations de charbon, refus d'exportation de technologies), tandis que les townships deviennent ingouvernables.
À la suite de l'arrivée au pouvoir en août 1989 du président Frederik de Klerk et à la libération, après vingt-sept années d'emprisonnement, le 11 février 1990, de Nelson Mandela, chef de file de la lutte contre l'apartheid, les dernières lois piliers de l'apartheid (notamment le group Areas Act et le Population Registration Act) sont abolies en juin 1991. Les négociations constitutionnelles (CODESA) menées entre le gouvernement, le Congrès national africain, le parti national et les principaux partis politiques sud-africains aboutissent à l'élaboration d'une Constitution intérimaire, aux premières élections parlementaires non raciales au suffrage universel (27 avril 1994) et à l'élection de Nelson Mandela comme premier président noir d'Afrique du Sud le 10 mai 1994.
Pour avoir pacifiquement mis fin à l'apartheid en Afrique du Sud et entamé des négociations politiques, Nelson Mandela et Frederik de Klerk reçoivent conjointement le prix Nobel de la paix en décembre 1993 à Oslo (Norvège),.
Le terme d'apartheid a été par la suite repris dans d'autres contextes, notamment pour évoquer la situation des Palestiniens ou pour évoquer des situations de disparité économique et sociale en raison de la religion (Irlande du Nord).

## Catégorisations de l'apartheid
L'historien Hermann Giliomee rapporte que l'apartheid ne doit pas être considéré au départ comme un projet clairement défini dans sa conception, sa mise en œuvre est loin d'être immédiate ou globale et sa vision d'ensemble n'est ni cohérente ni uniforme.

Revenu personnel par habitant annuel, par groupe raciaux en Afrique du Sud par rapport aux niveaux du groupe racial blanc.

Le concept de l'apartheid s'articule néanmoins autour de la division politique, sociale, économique et géographique du territoire sud-africain et de sa population répartie en quatre groupes raciaux hiérarchiquement distincts :
- Les Blancs : ce sont principalement les descendants de colons et d'immigrants européens arrivés dans le pays à partir de 1652 parmi lesquels on distingue, d'une part, les Afrikaners (60 % de ce groupe racial), principalement de souche néerlandaise, mais aussi française, allemande et scandinave, de locution afrikaans ; et d'autre part, les Anglo-sud-africains (40 %), principalement de souche britannique. Ils représentent un peu plus de 21 % de la population sud-africaine au moment de la mise en place de l'apartheid.
- Les Indiens : ce sont les descendants des coolies recrutés dans les régions de Madras et de Calcutta à partir de 1860 engagés dans les plantations de canne à sucre du Natal. Ils représentent un peu moins de 3 % de la population en 1950.
- Les Coloured, ou métis : ce sont des populations issues principalement de mélanges interraciaux entre Européens, Hottentots, Indonésiens, Indiens, Malgaches, Mozambicains ou Mauriciens. On distingue notamment, d'une part les métis du Cap issus de relations entre des Blancs et des Hottentots aux XVIe et XVIIe siècles, et les Malais du Cap nés d'un mélange entre des Indonésiens, des Blancs et des Hottentots. Les Coloured représentent 9 % de la population sud-africaine en 1950.
- Les Noirs, ou Bantous : ils représentent près de 67 % de la population sud-africaine au moment de la mise en place de l'apartheid mais sont les moins urbanisés des 4 groupes raciaux (80 % vivent alors en zone rurale). Ils se répartissent entre une dizaine d'ethnies dont les plus importantes sont les Xhosas et les Zoulous.

L'apartheid se distingue également en deux catégories. La première, le petit apartheid ou apartheid mesquin qui protège l'intimité des Blancs dans leur vie quotidienne en limitant leur rapport avec les non-Blancs, et la deuxième, le grand apartheid concernant la division spatiale du pays imposant des zones de résidence géographiquement séparées et racialement déterminées. Ce grand apartheid a été accompagné de mesures de déplacements forcés et de regroupement des populations noires dans des foyers nationaux appelés bantoustans.

## Contexte historique de l'Afrique du Sud
L'apartheid est le produit de l'Histoire, des mythes et des singularités de l'Afrique du Sud. Cette singularité est marquée par le fait que d'anciens colons européens (néerlandais, allemands et français) ont pris souche dans cette partie de l'Afrique dès le XVIIe siècle, ont développé et revendiqué une identité nationale qui leur est propre. Leur expression s'est effectuée notamment par opposition à la métropole coloniale néerlandaise mais aussi par rapport aux colons britanniques arrivés au XIXe siècle et attachés à leur mère patrie. Elle aboutit finalement à un nationalisme afrikaner exacerbé par la religion, la souffrance et la guerre contre l'impérialisme britannique et dont la politique d'apartheid ne sera que l'une des manifestations les plus notoires.
Même si des interprétations littérales de la Genèse 9:27 (impliquant l'attribution des populations modernes à la descendance de Noé et la malédiction de Cham comme source d'inégalité entre elles) ont pu « justifier » différentes formes de ségrégation raciale au cours des temps, jusqu'à la période moderne pour l'esclavage aux États-Unis, voire pour les doctrines raciales de l'anthropologie du XIXe siècle, l'apartheid ne peut pas être considéré comme une forme flétrie du calvinisme primitif, ni comme un bastion arriéré du colonialisme et encore moins comme une variante tropicale du fascisme ou du nazisme européen. Son idéologie a de multiples racines, à la fois dans la théologie et dans les justifications de la colonisation. C'est par l'interprétation propre aux Boers de la doctrine calviniste de la prédestination, puisque selon eux, Dieu a créé des élites pour diriger le monde et des « non-élus » pour obéir aux premiers, que les concepts ségrégationnistes ont d'abord été avalisés par les prédicateurs de l'église réformée hollandaise. Les Boers, isolés dans le veld, s'étaient ainsi facilement identifiés au « peuple élu » et bon nombre d'entre eux ont cru jusqu'à la fin des années d'apartheid, que Dieu leur avait donné l'Afrique du Sud comme il avait donné le pays de Canaan aux Hébreux, les Noirs étant assimilés aux Cananéens.
C'est à la fois par idéalisme, par intérêt et par sécurité que les Afrikaners élaborent et maintiennent aussi longtemps le système d'apartheid, qui selon eux, est le seul moyen pour leur permettre non seulement de survivre en tant que groupe ethnique distinct mais aussi pour préserver leurs intérêts de classe au sein du groupe blanc. L'apartheid est ainsi présenté comme un arsenal juridique destiné à assurer la survie du peuple afrikaner comme ethnie particulière mais aussi comme un « instrument de justice et d'égalité qui doit permettre à chacun des peuples qui constituent la société sud-africaine d'accomplir son destin et de s'épanouir en tant que nation distincte ». Ainsi, beaucoup de nationalistes afrikaners pensent sincèrement que l'apartheid ouvrira des carrières et laissera leurs chances aux Noirs, chances qu'ils n'auraient pu saisir s'ils avaient été obligés d'entrer en compétition avec les Blancs au sein d'une société intégrée. Avec la volonté manifeste de revaloriser les différentes ethnies du pays, l'Afrique du Sud est alors l'un des très rares états centralisateurs à prêcher le droit au séparatisme. Cependant, à aucun moment les propres aspirations des peuples noirs d'Afrique du Sud ne sont prises en considération. L'apartheid leur est imposé dans la plus pure tradition du baasskap.
À partir des années 1970, les Afrikaners n'ont plus la peur pathologique de perdre leur identité qui s'affirme d'ailleurs au travers de l'État sud-africain, un État militairement fort et économiquement puissant. La discrimination et la ségrégation raciale ne sont plus justifiées en termes idéologiques mais en termes économiques et politiques : la survie du capitalisme et la lutte contre le communisme. L'apartheid finit par représenter l'expression de désirs, d'angoisses et de complexes d'une population blanche, accrochée à une vision de l'histoire qui n'avait plus cours ailleurs depuis la fin de la Seconde Guerre mondiale.

### Société historiquement plurale
L'Afrique du Sud est un territoire caractérisé par une grande diversité ethnique et culturelle, héritée d'un passé complexe. Avant l'arrivée des Européens, les peuples africains qui vivent en Afrique australe sont divers par leur physique, leur langue et leur mode de vie. On distingue principalement les Bantous, les Khoïkhoïs et les Bochimans. Au XVIIe siècle, les Néerlandais fondent une colonie au Cap peuplée progressivement par des Européens originaires principalement des Pays-Bas, des États allemands, de France et nettement plus minoritairement de Scandinavie, de Suisse et de Grande Bretagne (recensement de 1807),. Nombre des descendants de ces premiers colons formeront une nouvelle communauté d’agriculteurs et d'éleveurs, désignés sous le terme de Boers (qui signifie littéralement « fermier »). Au XXe siècle, ils seront englobés sous le vocable générique d'Afrikaners pour désigner l'ensemble de la communauté blanche de langue afrikaans et de religion calviniste. Ils forment le principal groupe blanc de l'Afrique du Sud et vivent de l'agriculture ou de l'élevage.
Pendant la période néerlandaise, la colonie importe également des milliers d'esclaves venant de Madagascar et d’Indonésie. Les Coloureds sont issus du métissage entre les différents groupes de population. C'est à la fin du XVIIIe siècle que les Britanniques commencent à coloniser l'Afrique du Sud : entre 1815 et 1914, près de 900 000 Britanniques s’installent en Afrique du Sud.
En 1814, la colonie du Cap passe définitivement sous le contrôle du Royaume-Uni et l'anglais devient une langue officielle en 1822. L'esclavage est aboli en 1833 : c'est alors que débute le Grand Trek, l'émigration de milliers de Boers vers l'intérieur des terres.
Après la découverte des diamants et de l’or dans la seconde moitié du XIXe siècle, l'immigration européenne et africaine augmente. Des dizaines de milliers d'ouvriers indiens et chinois sont encouragés à venir travailler dans les mines et l'agriculture. Deux tiers des Indiens restent en Afrique du Sud après la fin de leur contrat.

### Développement du nationalisme afrikaner face à l'impérialisme britannique

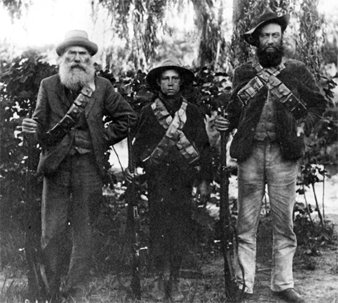
L'armée des Boers, composée de kommandos rassemblant parfois trois générations de fermiers d'une même famille.

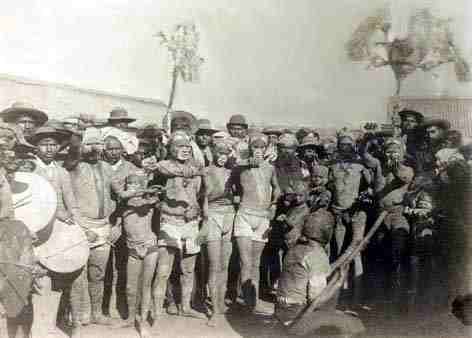
Indiens arrivant en Afrique du Sud.

L'apartheid tire ses origines idéologiques dans le mouvement identitaire afrikaner. Celui-ci tire ses racines de la colonisation commencée en 1652 avec Jan van Riebeeck avant de se développer progressivement au XIXe siècle et de déboucher sur la mise en place de l'apartheid au milieu du XXe siècle. Le développement d'un groupe homogène afrikaner s'est globalement appuyé sur la langue afrikaans, sur une souche néerlando-franco-allemande et sur une interprétation de la doctrine calviniste qui distinguait un peuple élu et les autres (voir calvinisme afrikaner). La désignation des Afrikaners comme peuple élu a constitué le paradigme central de l'histoire sud-africaine des Afrikaners. Cependant, ces facteurs culturels unificateurs qui les distinguaient des autres communautés du pays n'enlevaient pas les différences qu'il pouvait y avoir entre des fermiers du Transvaal et des hommes d'affaires afrikaners du Cap. Ainsi, l'histoire des Afrikaners s'est continuellement référée à une représentation quasi religieuse, utilisant les comparaisons bibliques entre l'oppression des juifs dans l'Ancien Testament, notamment l'Exode hors d'Égypte, et l'exode des Afrikaners du Cap en 1835. Le Grand Trek est ainsi devenu la racine historique du peuple afrikaner, l'évènement qui lui a donné son âme, le berceau de la nation. Il a instauré une trame commune du passé pour unir les Afrikaners, toutes classes sociales confondues, vers une même destinée. Le mouvement identitaire afrikaner va être conforté par d'autres historiens comme George McCall Theal, un Britannique natif du Canada. Influencé par le darwinisme social, Theal exaltait le colonialisme comme le triomphe du progrès sur les races moins avancées. Il est ainsi l'un des premiers historiens à avoir examiné l'Afrique du Sud comme une nation et non comme un ensemble hétérogène de colonies distinctes. Il va également idéaliser l'épopée du Grand Trek en mettant l'accent sur la main de Dieu.
Le nationalisme afrikaner se développe d'abord contre la domination de l'Empire britannique quand, en 1815, le Royaume-Uni remplace définitivement la tutelle néerlandaise sur la colonie du Cap. Elle aboutit d'abord en 1835 à un vaste exode de 15 000 boers vers l'intérieur des terres d'Afrique du Sud. Cette épopée, connue sous le nom de Grand Trek fut magnifiée par l'historiographie sud-africaine au travers notamment du récit du massacre de Piet Retief et des familles boers à Blaauwkraus et Boesmanspruit par les Zoulous puis par le récit de la bataille de Blood River contre les guerriers Zoulous et le serment d'allégeance à Dieu. Cet exode aboutit à la fondation de plusieurs petites républiques boers dont certaines s'unifient pour devenir la république sud-africaine du Transvaal en 1852 et l'État libre d'Orange en 1854. En 1875, au Cap, des historiens et des pasteurs de l'Église réformée hollandaise comme Stephanus Jacobus du Toit forment un mouvement de revendication culturel, (l'« Association des vrais Afrikaners », dont l'objectif est de donner à l'afrikaans, la langue parlée par les boers, ses lettres de noblesse et d'en faire un véritable outil de communication écrite. En publiant le premier journal en langue afrikaans et le premier livre d'histoire sur le peuple afrikaner dans cette langue (L'histoire de notre pays dans la langue de son peuple), Du Toit veut éveiller la conscience nationale des Afrikaners et les libérer de leur complexe d'infériorité culturelle face aux Britanniques. Dès lors, la défense de la langue se confond avec celle de l'identité afrikaans.

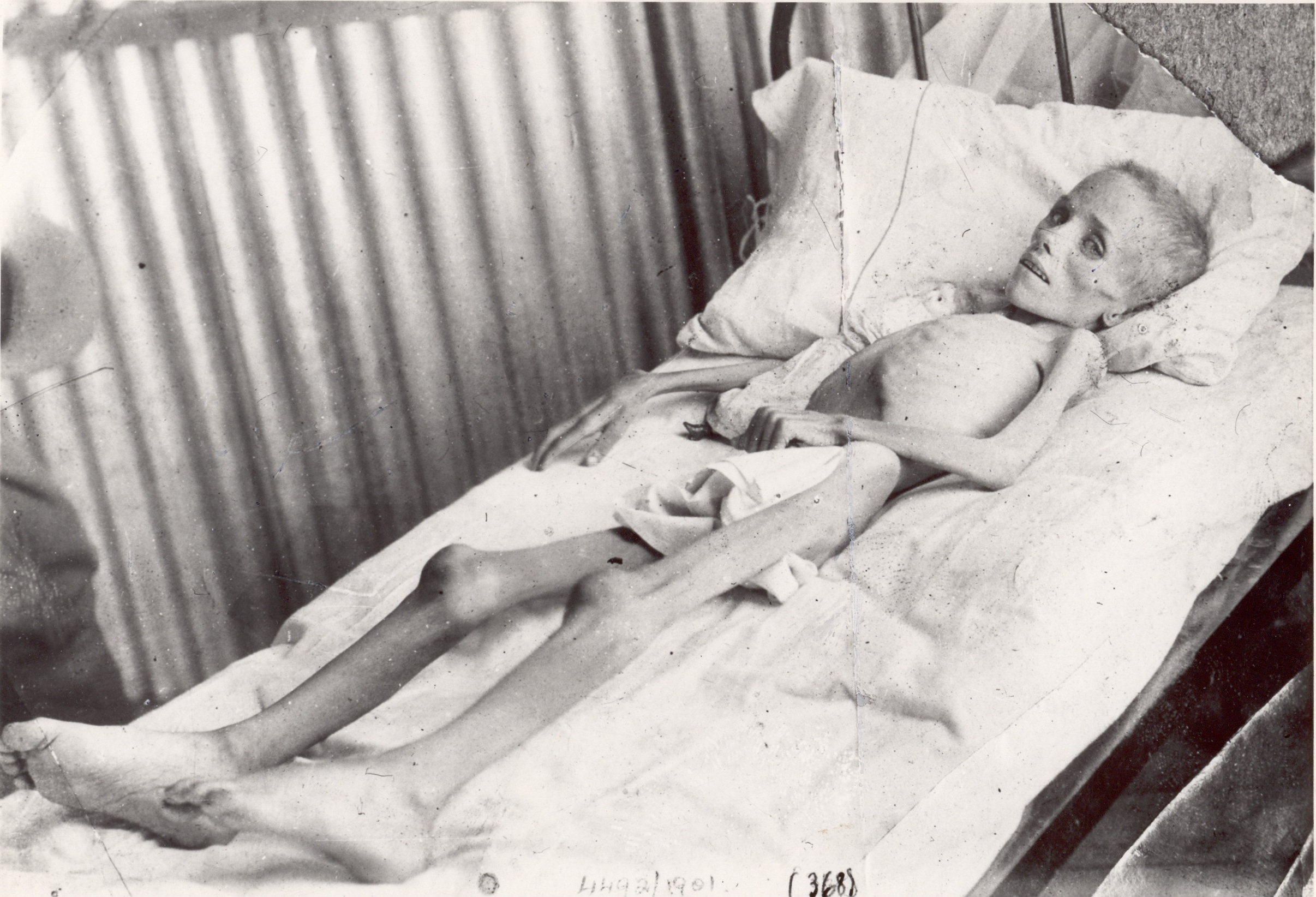
Lizzie van Zyl, une enfant boer internée et morte dans le camp de concentration britannique de Bloemfontein en Afrique du Sud durant la seconde guerre des Boers.

La seconde guerre des Boers (1899-1902) est le deuxième événement historique après celui du Grand Trek qui cristallise le sentiment national afrikaner. Le souvenir des camps de concentration britanniques où périrent plus de 26 000 civils boers, de la tactique de la terre brûlée par les troupes impériales et l'annexion des anciennes républiques boers, nourrissent leur rancœur contre les Britanniques. La ponction démographique provoquée par la guerre, puis l'afflux de milliers de travailleurs africains et asiatiques venus travailler dans le secteur minier alimentent l'idée d'un déclin afrikaner en Afrique du Sud. Les Boers se sentent menacés par les changements démographiques et politiques. L'imposition de l'anglais dans les anciennes républiques boers, l'interdiction de l'enseignement de l'afrikaans[Quand ?] et diverses mesures vexatoires[Lesquelles ?] vont avoir pour corollaire la création d'écoles privées gérées par les Afrikaners eux-mêmes qui fournissent alors un terrain propice à la création d'une identité commune fondée sur la langue afrikaans, la croyance calviniste et une interprétation quasi-religieuse de l'histoire.
En 1910 est créée l'union d'Afrique du Sud qui rejoint les dominions de l'Empire britannique. C’est après la guerre des Boers que la puissance britannique s’étend sur les capitales des républiques boers. L’Afrique du Sud devient donc un dominion britannique et, en 1910, l’Union sud-africaine est créée et rassemble les colonies de l’État libre d’Orange, du Transvaal, du Natal et du Cap. L’administrateur Alfred Milner est un des personnages qui a joué un rôle important dans la création de l’Union avant son départ en 1905. Son argument principal pour cette union entre les 4 États était que « [l’union] éliminerait la compétition économique entre eux ». En 1914-1915, plusieurs anciens officiers boers tentent de s'opposer à la participation de l'Afrique du Sud à la Première Guerre mondiale, notamment quand le gouvernement lève un contingent pour envahir le Sud-Ouest africain. Dans un manifeste, ils proclament le rétablissement des républiques boers. La mort d'un de ses chefs, le général Koos de la Rey alors que celui-ci tente de forcer un barrage de police, précipite une rébellion de près de 12 000 boers contre le gouvernement de Louis Botha. En quelques semaines, la rébellion est écrasée. Politiquement, elle a suscité un réflexe nationaliste au sein des quatre provinces renforçant la position du tout jeune Parti national de James B. Hertzog. Cette ségrégation qui aura été soutenue par l’Union sud-africaine aura fait soulever un grand sentiment nationaliste auprès des Africains Noirs et chez les Afrikaners. Les Afrikaners, ne se sentant pas assez représentés, forment, dès 1914, le Parti national, qui a pour but principal d’émanciper l’Afrique du Sud du Royaume-Uni. Aux élections de 1915, le parti national devient le troisième parti du pays derrière le Parti sud-africain de Botha et les unionistes. Pourtant, cela n’est pas suffisant pour regagner le contrôle de l’Afrique du Sud étant donné que, durant la Première Guerre mondiale, le dominion conquiert de nouveaux territoires. On parle notamment de la colonie du Sud-Ouest africain allemande.

#### Montée de l'Afrikanerdom

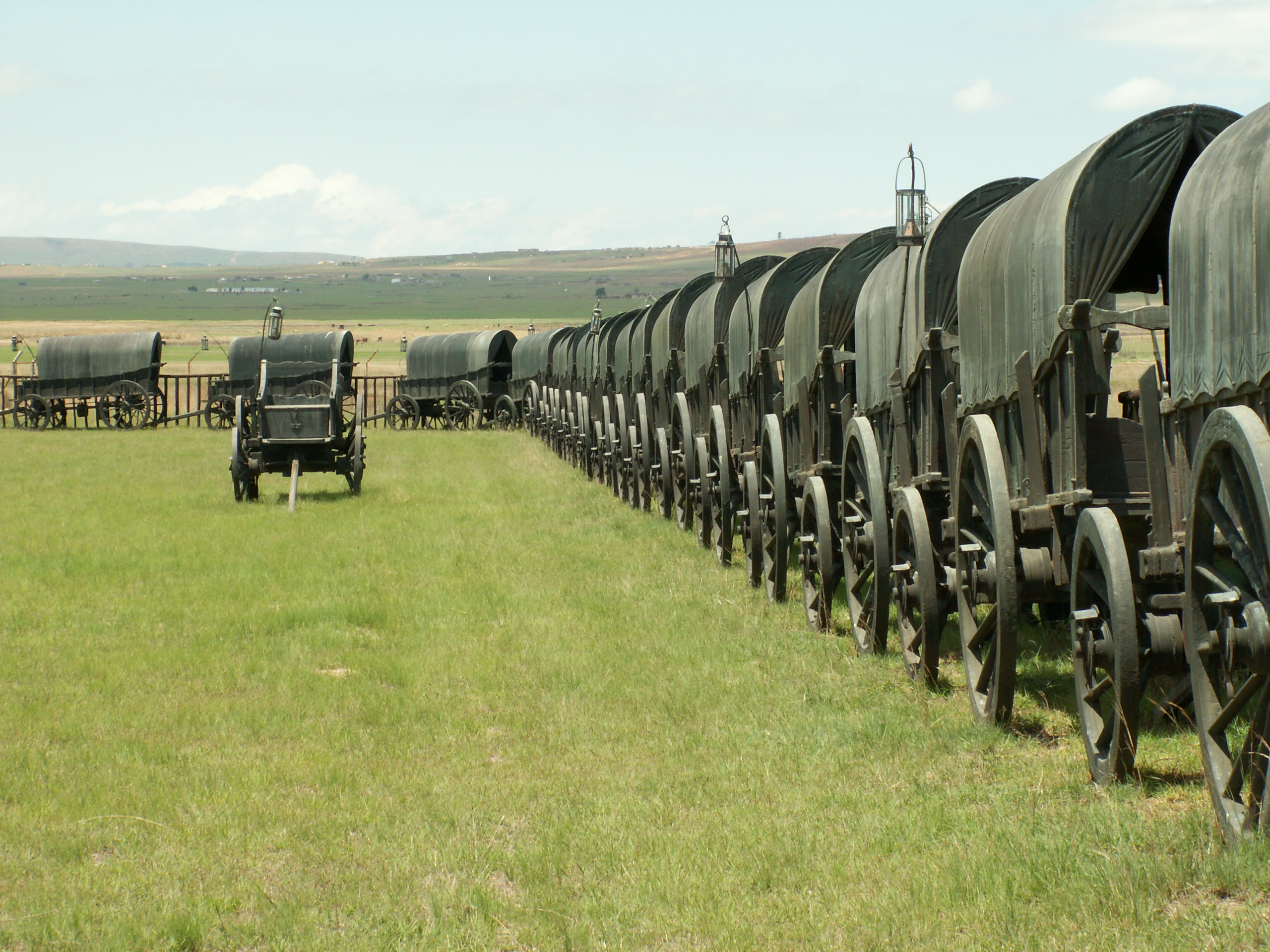
Monument symbolique afrikaner des chariots en bronze commémorant la bataille de Blood River.

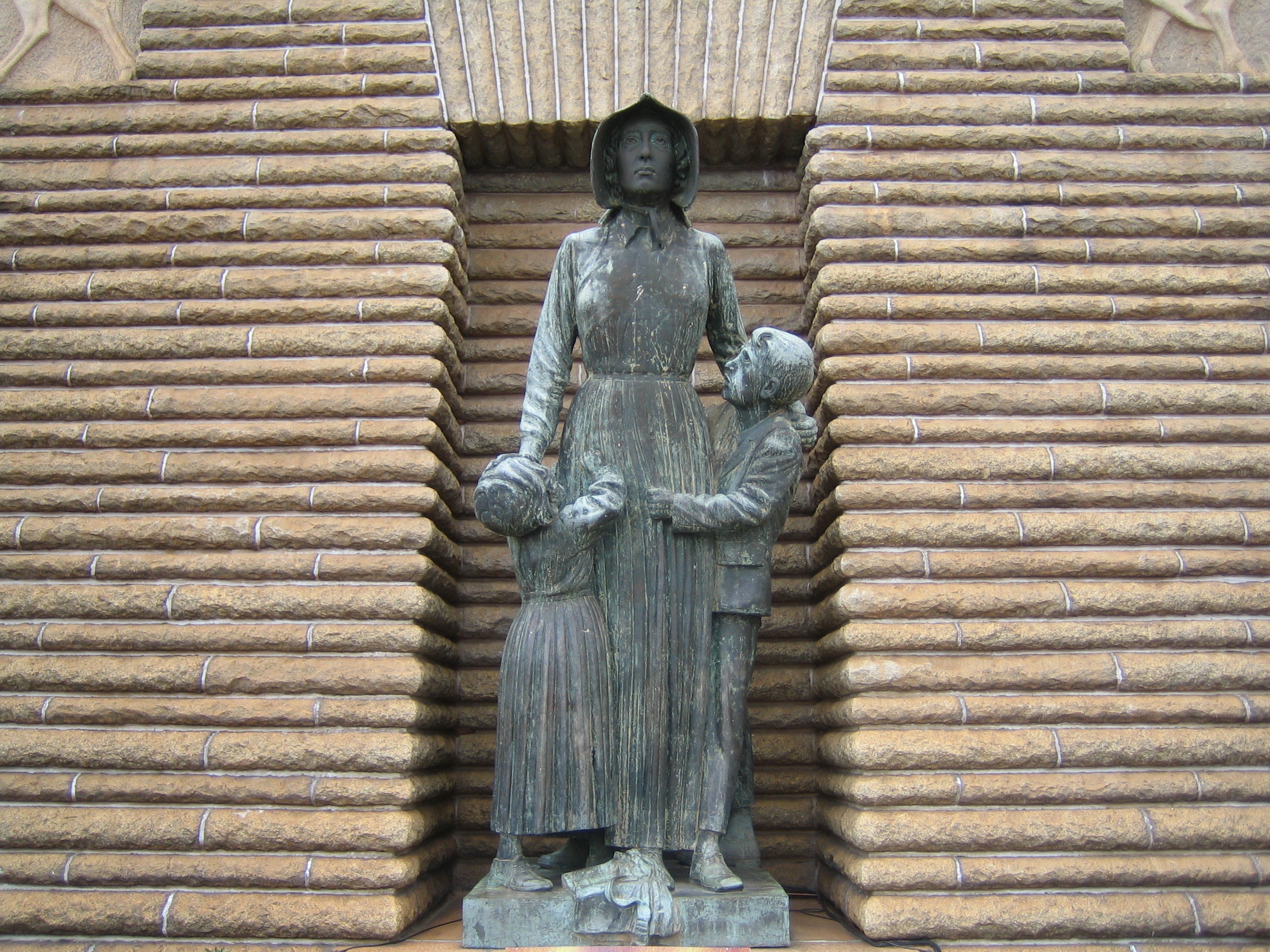
Statue symbolique de la femme Afrikaner et de ses enfants au Voortrekker Monument de Pretoria.

Après la Première Guerre mondiale, les paysans afrikaners, chassés du platteland par une grave sécheresse et une crise économique, se retrouvent confrontés à un double phénomène d’urbanisation et d’acculturation, et entrent en compétition avec les ouvriers noirs au moindre coût. Les valeurs et l'ordre traditionnel des Afrikaners s'effondrant, ces derniers se sentent acculés face à la domination des Anglo-sud-africains, de leurs valeurs liées aux affaires et à l'argent et face au risque de submersion des Noirs qui affluent alors vers les villes. Face à cette situation, les nationalistes afrikaners s'efforcent de réinventer des modèles culturels à partir de l'Afrikanerdom. Destiné à arracher les Afrikaners pauvres à leur condition misérable et à les aligner sur la petite bourgeoisie anglo-sud-africaine, le concept ressuscite les rêves d'indépendance et d'auto-suffisance des Boers. En 1918, l'Afrikaner Broederbond (Ligue des frères afrikaners) est fondé à Johannesburg avec pour objectif de défendre et promouvoir les Afrikaners. Rassemblant d'abord des pasteurs calvinistes, des employés des chemins de fer et des policiers, le Broederbond devient 6 ans plus tard une ligue calviniste secrète de type franc-maçonne, recrutant un nombre croissant d'instituteurs, de professeurs, d'universitaires et de politiciens. Le Bond va étendre son influence et son audience au sein de la communauté de langue afrikaans et définir l'identité de l'Afrikaner duquel il placera les intérêts au-dessus de toutes les autres communautés d'Afrique du Sud. Ainsi, le Broederbond repose sa doctrine sur le national-christianisme, inspiré du néocalvinisme, qui stipule que « les nations sont nées d'une volonté divine, que chacune d'elles est détentrice d'une spécificité et d'une mission à accomplir ». La défense de l'identité afrikaner devient une mission sacrée dont le triomphe exige la mobilisation totale du peuple de langue afrikaans (le Volk). Le concept de l'apartheid va progressivement être élaboré sur cette base doctrinale.
En mars 1922, l’armée est envoyée pour faire cesser la grève insurrectionnelle des ouvriers afrikaners des mines d'or du Witwatersrand. Les mineurs afrikaners s'étaient mis en grève pour protester contre le recours accru aux travailleurs noirs, main-d’œuvre abondante et moins bien payée, par le patronat du secteur minier. Pour les mineurs afrikaners, le patronat remettait en cause le Colour Bar et les emplois réservés des mines,. Le conflit avait commencé dans les mines de charbon, soutenu par les nationalistes de Tielman Roos et les communistes de Bill Andrews, puis s'était répandu à travers tout le bassin minier du Rand, regroupant 20 000 travailleurs blancs. La grève s'était ensuite transformée en insurrection, avec la proclamation de soviets alors que des affrontements violents ensanglantaient la région. Quelques jours après le déclenchement de la grève générale, le premier ministre Jan Smuts mena une sanglante répression (214 tués dont 76 grévistes, 78 soldats, 30 africains tués par les grévistes) tandis que 5 000 mineurs étaient emprisonnés. L'échec du mouvement ouvrier conduisit à une mobilisation insolite rassemblant travaillistes, socialistes, communistes, des mouvements politiques de couleurs derrière les nationalistes du parti national qui remportèrent en 1924 les élections législatives. En 1925, sous le nouveau gouvernement nationaliste de J.B. Hertzog, l'afrikaans se substitue au néerlandais et est reconnu comme langue officielle au côté de l’anglais en 1925. En 1927, le pays se dote de son premier drapeau national et d'un hymne officiel « Die Stem van Suid-Afrika ». La plus ancienne église du pays, l'Église réformée hollandaise, véritable Église du peuple afrikaner (Volkskerk), diffuse et généralise, dans le cadre d'une éducation nationale-chrétienne l'idée d'une élection collective des Afrikaners et élabore des justifications théologiques à la ségrégation.
En 1934, le Parti national (au pouvoir depuis 10 ans) fusionna avec le Parti sud-africain de Jan Smuts pour former un parti d'inspiration libérale, le parti uni. Une minorité au sein du Parti National demeura au sein d'un parti radicalisé, prônant la supériorité du nationalisme afrikaner sur toutes les autres nations d'Afrique du Sud. En fait, Daniel François Malan et les députés qui l'avaient suivi pour maintenir en vie le Parti national étaient essentiellement des membres du Broederbond. Débarrassé des modérés, le Parti national devenait la vitrine et l'outil politique du Broederbond.
En 1938, les célébrations du centenaire de la bataille de Blood River unissent les Afrikaners autour du thème du Volkseenheid (l'unité du peuple afrikaans) avec la reconstitution du Grand Trek. Ainsi, le 8 août 1938, des centaines de chariots portant chacun le nom d'un des héros boers du Grand Trek ou célébrant la mémoire des femmes et des enfants partent du Cap en direction de Pretoria. À mesure que les convois progressent et traversent les communes et villages, une vague de patriotisme parcourt le pays. D'autres villes et villages organisent leur propre trek vers Pretoria. En chemin, les Afrikaners se mobilisent en masse : les routes et rues sont rebaptisées Voortrekker Straat ou Pretorius Straat, les hommes se laissent pousser leurs barbes comme leurs ancêtres, les femmes mettent leur bonnet traditionnel et des tabliers de paysannes, des jeunes fiancés font bénir leur union en costume de Voortrekker et des enfants baptisés le long des chars à bœufs et les feux de joie illuminent les soirées. À l'approche de la destination finale, les thèmes nationalistes et républicains se précisent alors que le pays est pavoisé aux couleurs sud-africaines et le 16 décembre 1938, plus de 100 000 afrikaners (1/10e de la population afrikaner) assistent à Pretoria à la pose de la première pierre du Voortrekker Monument, symbole phare du nationalisme boer en présence des descendantes d'Andries Pretorius, de Piet Retief et d'Hendrik Potgieter,. Plusieurs mouvements extrémistes non parlementaires, certains influencés par le nazisme, tentent à l'époque d'exploiter ce nationalisme ambiant comme l'Ossewa Brandwag, l'Active Citizen Force, les Chemises grises de Louis Weichardt, le SA Gentile National Socialist Movement ou le Boernasie de Manie Maritz.
En 1946, le Parti travailliste sud-africain, qui fut de toutes les coalitions gouvernementales entre les deux guerres mondiales, adoptait une « politique non-raciale » innovante dans le contexte de l'époque en réclamant la « reconnaissance de certains droits humains fondamentaux, le droit au travail, à la libre éducation, à la Sécurité sociale, à un logement convenable, et l’abolition du travail sous contrat individuel », en préconisant l’octroi de « plus de terres aux indigènes, l’amélioration de leurs procédés de culture, une aide de l’État égale à celle accordée aux Blancs » et en proposant le remplacement des quartiers réservés aux indigènes par « des cités bien ordonnées et administrées démocratiquement par ses habitants ». Le parti va encore plus loin en s'opposant à la loi ségrégationniste sur les mines et les chantiers et en appelant à la « reconnaissance des syndicats africains, le salaire égal pour un travail égal, la possibilité d’une formation professionnelle ». Le parti se prononçait enfin pour un État fédéral octroyant l’exercice de tous les droits de citoyen à tous les individus résidant sur leur territoire. En dépit ou à cause de ce programme novateur, le parti travailliste sud-africain n'allait pas survivre aux élections générales de 1948.
En 1948, la victoire du parti national purifié de Daniel François Malan allié au parti afrikaner de Nicolaas Havenga, consacre la victoire du peuple afrikaans face à l'acculturation anglo-sud-africaine. Le danger de domination anglo-sud-africaine est définitivement écarté et l'unité du peuple afrikaans réalisé. Le thème récurrent n'est plus dès lors la défense de l'identité afrikaans mais celle du peuple blanc d'Afrique du Sud (3 millions de personnes en 1954, 21,4 % de la population totale). Cependant, la cohésion raciale de celui-ci reste menacée par le « Swaartgevaar » (le péril noir), c'est-à-dire par la puissance de la démographie africaine (8 millions de personnes en 1950 soit 67 % de la population totale),. L'apartheid est alors présenté comme un arsenal juridique destiné à assurer la survie du peuple afrikaner mais aussi comme un « instrument de justice et d'égalité qui doit permettre à chacun des peuples qui constitue la société sud-africaine d'accomplir son destin et de s'épanouir en tant que nation distincte ».

### Situation avant l'Apartheid
La ségrégation raciale était une réalité bien avant l'établissement de l'union d'Afrique du Sud. Pratiquée globalement de façon moins dogmatique et moins légaliste dès le XVIIe siècle, le confinement spatial des non-Blancs dans les zones rurales du Cap ou du Natal tout comme dans les centres industriels résultaient de la double volonté de réduire la dangerosité sociale (vagabondage, vol…) des Africains que de contrôler la disponibilité de la main-d’œuvre. Le caractère généralisé de la ségrégation ne relevait encore que de règlements empiriques comme les Pass laws (laissez-passer), adoptées dès 1809 dans la colonie du Cap. En 1894, l'assemblée législative du Cap vote la loi Glen Grey qui définit notamment les modalités de l'allocation obligatoire de délimitations géographiques pour les populations noires de la colonie du Cap.

Carte des bantoustans d'Afrique du Sud en 1994.

La ségrégation à grande échelle date de l'époque d'Alfred Milner, haut commissaire en Afrique du Sud après la seconde guerre des Boers quand il met en place une commission intercoloniale des affaires indigènes sud-africaines composée exclusivement de Britanniques et dont le but était d'élaborer un plan pour les futures relations raciales du dominion en tenant compte de la législation disparate des quatre colonies. Les théories du darwinisme social et du racisme scientifique imprègnent alors un grand nombre d'intellectuels de l'époque et, prétextant de la supériorité des Blancs, l'une des recommandations de la commission présidée par Sir Geofrey Lagden préconise la création de réserves indigènes à travers toute l'Afrique du Sud. Ces réserves n'avaient à l'origine qu'une fonction économique, subordonnées à l'ensemble sud-africain pour servir de réservoir de main-d'œuvre. Elles n'avaient pas vocation à devenir indépendantes. À partir de 1948, le gouvernement mené par le parti national, donna un contenu idéologique pour justifier et développer ces réserves qui, dans le cadre de la politique d'apartheid qui commença à être mis en place, prirent les noms successivement de bantoustans puis « homelands », « black states » et enfin « national states ».
Quant à l'origine du mot « apartheid », il est attribué au professeur P. van Biljoen qui, en 1935, propose à la ligue afrikaans pour les études raciales de définir ainsi les bases d'une nouvelle politique qui serait basée sur la séparation verticale entre les différents groupes de population et qui serait distincte de la ségrégation raciale mise en œuvre jusque-là.

#### Colour bar

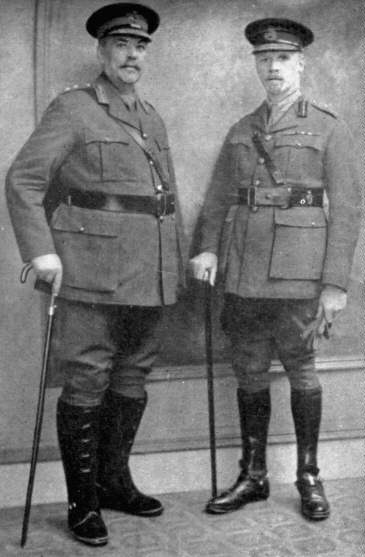
Les généraux Louis Botha et Jan Smuts en 1917, successivement premiers ministres d'Afrique du Sud de 1910 à 1924.

En application de Loi sur l'Afrique du Sud, le suffrage électoral est celui qui était en vigueur dans les colonies constitutives de l'Union sud-africaine. Concrètement, le suffrage électoral est réservé aux hommes âgés de plus de 21 ans. Dans l’État libre d'Orange et le Transvaal, le suffrage électoral est limité aux seuls hommes blancs âgés de plus de 21 ans. Selon les modalités définies dans chaque province, des restrictions censitaires relatives aux revenus et aux biens subsistent cependant pour cette catégorie de population. Dans la province du Cap, un système de franchise électorale non raciale, hérité de la colonie du Cap et basé sur l'instruction, le salaire et la propriété, permet aux hommes de couleurs (coloured et noirs) de bénéficier du droit de vote et d'émarger sur les mêmes listes électorales que les blancs. Lors des premières élections générales sud-africaines de 1910, 22 784 personnes issues des communautés coloureds ou bantoues disposent du droit de vote dans la province du Cap sur un total de 152 221 électeurs. Un système similaire plus restrictif existe aussi au Natal mais seulement 200 non blancs sur un total de 22 786 électeurs bénéficient de cette franchise électorale.
Le tout premier gouvernement de l'union d'Afrique du Sud, dirigé par le premier ministre afrikaner Louis Botha (1910-1919) et dominé par le parti sud-africain, appliqua et renforça les Pass-laws et les lois coloniales britanniques appliquées en fonction du code de couleur, le Colour Bar (« barrière de couleur »), qui réglementait les relations interraciales dans les anciennes colonies sud-africaines. Ainsi, en 1911, le Native Labour Regulation Act réglemente le travail indigène en instaurant un laissez-passer au niveau national, alors que le Mines and work Acts institue les premières barrières raciales dans le travail. En 1913, le Native Land Act (« loi sur la propriété foncière indigène ») interdit aux Africains d’être propriétaires de terres en dehors des « réserves » indigènes. Cette loi, pourtant présentée par un ministre des affaires indigènes considéré comme favorable aux africains, J.W. Sauer, et soutenu par le journaliste et militant John Tengo Jabavu, deviendra l'un des textes emblématiques préfigurant la politique d'apartheid. Cette loi dispose notamment les conditions d'achat, de location, de propriété et d'occupation des terres sur l'ensemble du territoire sud-africain par les populations noires et blanches, désignant « en tant que terres d'origines » 8,9 millions d'hectares (7 % de la superficie du territoire sud-africain) à la propriété exclusive des populations noires (concrètement, les réserves indigènes et tribales). Les dispositions de cette loi, inapplicable cependant dans la province du Cap pour des raisons constitutionnelles, allaient avoir des répercussions importantes sur les conditions de travail des populations noires dans les zones rurales et urbaines. Elle impliquait concrètement qu'aucun blanc ne pouvait acquérir de terre ou de propriété foncière dans les zones désignées pour les populations noires mais également qu'aucun noir ne pouvait acheter ou louer des terres en dehors de ces zones. Pour de nombreux députés, cette loi permet alors d'ancrer le principe que l'Afrique du Sud est le pays de l'homme blanc et que la ségrégation régit les relations avec la population noire. En 1923, le Native Urban Areas Act (« loi sur les régions urbaines indigènes ») introduit la ségrégation résidentielle.
Cependant, ces lois ségrégationnistes ne s'inscrivent pas dans un projet d'ensemble cohérent mais plutôt comme une réponse à l'interpénétration croissante entre Blancs et Noirs. Pour Smuts ou Botha, la ségrégation raciale n'est pas envisagée comme une solution à long terme. Pour Smuts, il s'agit d'un expédient temporaire.
En 1936, un Conseil représentatif autochtone, censé être un instrument national de médiation et de communication entre le gouvernement et les populations noires d'Afrique du Sud, est mis en place en échange de la suppression de la franchise électorale des électeurs noirs de la province du Cap (Representation of Natives Act ou loi sur la représentation des indigènes). En vertu de cette loi, les électeurs noirs de la province du Cap sont retirés des listes électorales communes pour être réinscrits sur des listes électorales séparées afin de désigner 3 députés (blancs) chargés de défendre leurs intérêts au parlement. Trois candidats indépendants furent élus parmi lesquels Margaret Ballinger. Enfin, en 1942, les grèves des travailleurs noirs sont interdites.

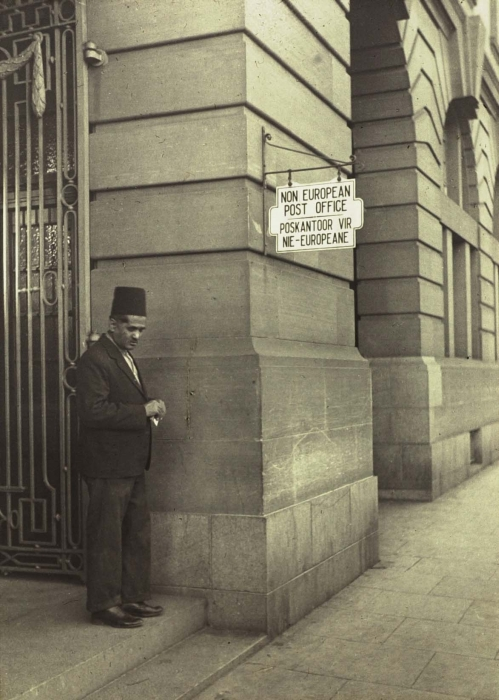
Entrée ségréguée pour les non européens dans le bâtiment des postes à Pretoria.

Ces lois restent conformes à l'esprit pragmatique et conjoncturel du colour bar. La politique indigène et raciale des gouvernements d'alors n'est pas présentée comme immuable mais plutôt comme un expédient provisoire. Le premier ministre Jan Smuts d'ailleurs énonce le principe des « droits civils pour tous les peuples « devenus civilisés » sans distinction de race ». Cette expression est considérée comme le gage d'une ouverture à la citoyenneté pour tous les résidents de l'Union. Toutes les évolutions restaient donc alors possibles comme le prouve le rapport de la commission Fagan présenté au lendemain de la Seconde Guerre mondiale. Mandaté par le gouvernement de Jan Smuts, ce rapport préconisait une libéralisation du système racial en Afrique du Sud en commençant par l'abolition des réserves ethniques ainsi que la fin du contrôle rigoureux des travailleurs migrants. Le premier ministre Jan Smuts approuva les conclusions du rapport alors que de son côté, l'opposition représentée par le Parti National mandatait sa propre commission (la commission Sauer) dont les conclusions furent exactement inverses. En recommandant le durcissement des lois ségrégationnistes, le rapport de la commission Sauer se référa explicitement au nouveau concept d'apartheid. Celui-ci puisait principalement son inspiration dans les lois ségrégationnistes en vigueur dans le sud des États-Unis et dans les politiques de réserves mises en place pour les Indiens dans ce pays ainsi qu'au Canada et aussi dans les politiques indigènes menées alors en Australie à l'encontre des Aborigènes, en Nouvelle-Zélande pour les Maori.
En 1947, le Broederbond prend le contrôle du bureau sud-africain des affaires raciales (South African Bureau of Racial Affairs -SABRA). En son sein, le concept de ségrégation totale au travers du dogme de l'apartheid est finalisé.

#### Résistances à la domination blanche

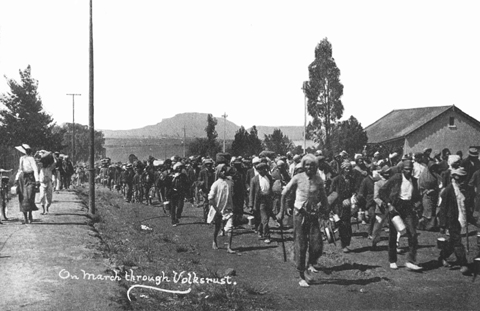
Marche de protestation organisée par Gandhi en 1913 (Transvaal).

La résistance à la ségrégation institutionnalisée et aux discriminations quotidiennes s'organise : Mohandas Karamchand Gandhi mène des actions de protestations non-violentes contre les vexations à l'égard de la classe moyenne indienne. Plusieurs associations sont fondées : l’Organisation du peuple africain (African People’s Organisation, 1902), le Congrès national des Natifs sud-africains (South African Native National Congress, 1912) qui deviendra en 1923 le Congrès national africain (African National Congress ou ANC), la Youth League (1944). Le syndicat de l’Industrial Commercial Union, fondé en 1919, organise des grèves pour la défense des travailleurs noirs, relayé par le Parti communiste d'Afrique du Sud, créé en 1921. Durant la Seconde Guerre mondiale, par hostilité tout à la fois envers le capitalisme, l'impérialisme britannique et le colonialisme, des dirigeants noirs et indiens tels Yusuf Dadoo, un influent dirigeant du congrès indien du Transvaal et membre du parti communiste sud-africain, prononcent plusieurs virulents discours contre la guerre et le suivisme du gouvernement sud-africain ce qui lui vaudra plusieurs séjours en prison. En conséquence de ces discours et par prévention des troubles, les grèves des travailleurs noirs sont déclarées illégales au titre de l'effort de guerre.
De son côté, le Congrès national africain, qui peine alors à s'imposer dans la société civile noire sud-africaine, entreprend de se reconstruire sous la direction d'Alfred Xuma. Son but est de transformer l'organisation intellectuelle qu'est l'ANC en un véritable parti de masse. En 1943, il fait adopter une nouvelle charte constitutionnelle qui ouvre l'adhésion à l'ANC aux gens de toute race, élimine de l'organigramme la chambre des chefs tribaux et accorde aux femmes des droits égaux aux hommes au sein du mouvement. En 1944, il facilite, au sein du monde étudiant, principalement à l'université de Fort Hare, la création de la ligue des jeunes de l'ANC par Nelson Mandela, Walter Sisulu et Oliver Tambo, dont l'objet est de former un renouvellement des idées et des cadres d'un parti vieillissant. Cette ligue de jeunesse se révèle vite plus radicale que son aînée dans son mode d'expression, partisan de manifestations de masse pour faire aboutir les revendications d'égalités raciale et politique de la majorité noire. Elle conteste notamment le bilan de ses aînés, plaide pour une émancipation morale vis-à-vis du paternalisme blanc et pour l'affirmation d'un nationalisme sud-africain noir, débarrassé de ses oripeaux ethniques.
Le rebondissement des problèmes raciaux intervient au sortir de la Seconde Guerre mondiale, époque où la totalité de la population urbaine noire dépasse pour la première fois celle de la population urbaine blanche pour atteindre 1,5 million de personnes. En 1947, Xuma formalise son alliance avec le Congrès indien du Natal et le Congrès indien du Transvaal du docteur Yusuf Dadoo, afin de présenter un front uni, dépassant les clivages raciaux, face à la classe politique blanche.

## Apartheid

### Mise en œuvre

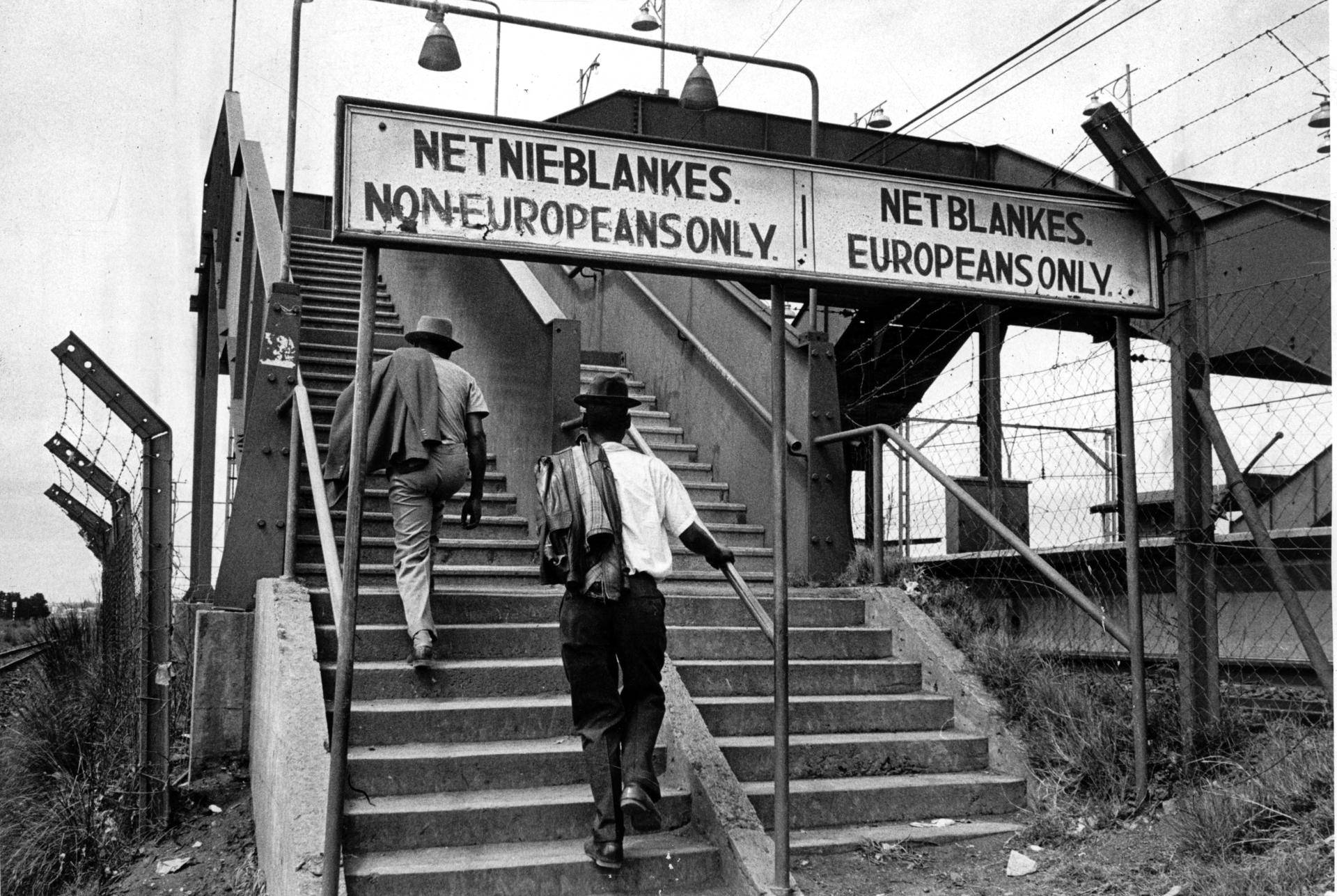
Photographie de pancartes ségrégationnistes dans une station ferroviaire d'Afrique du Sud, prise par Ernst Cole vers 1972.

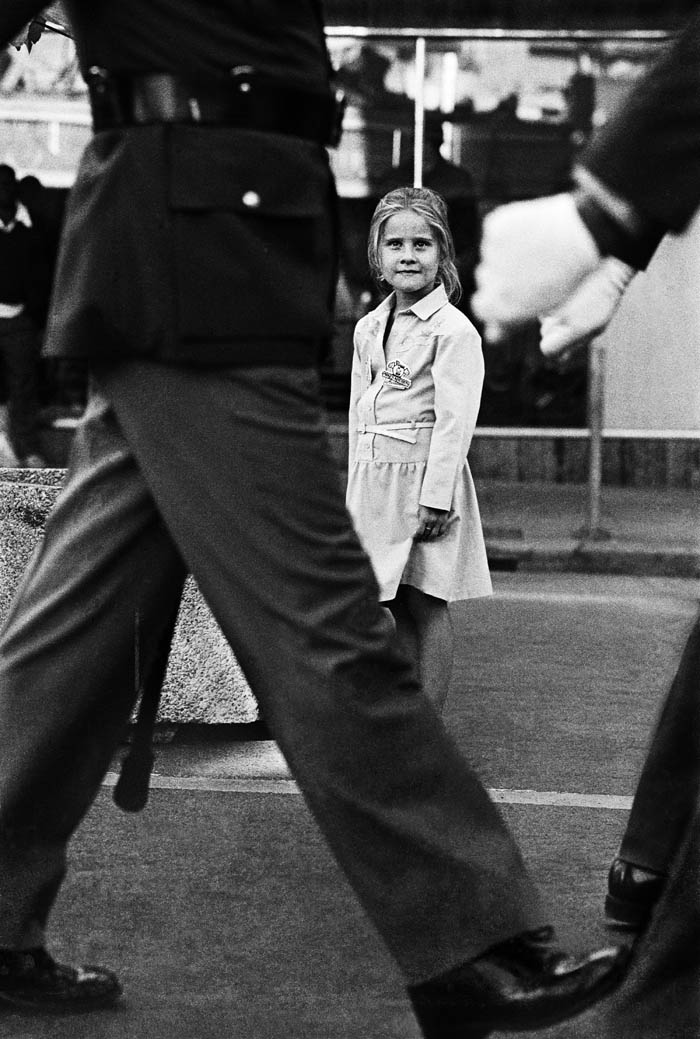
Une petite fille blanche regardant une parade de la police sud-africaine à Pietermaritzburg, capitale de la province du Natal, en 1987.

Carte de l'Afrique du Sud durant l'apartheid, incluant le Sud-Ouest africain (actuelle Namibie) sous occupation sud-africaine de 1920 à 1990. Les provinces et les bantoustans ne sont pas montrés.

En juin 1948, à la surprise générale et bien que minoritaire en voix, l'alliance du Parti national de Daniel François Malan et du Parti afrikaner (Afrikaner Party - AP) de Nicolaas Havenga remporte la majorité des sièges aux élections de 1948 avec 42 % des voix et 52 % des sièges. Cette victoire du parti national consacre aussi celle du Broederbond, une société secrète fondée en 1918 et consacrée exclusivement à la promotion des Afrikaners dans la société civile. Le thème récurrent des gouvernements nationalistes successifs ne sera plus dès lors la défense traditionnelle de l’identité afrikaans face au danger de domination ou d’acculturation anglophone mais celui du peuple blanc d’Afrique du Sud (anglophones, afrikaners, lusophones) menacé par la puissance de la démographie africaine et la crainte d'un soulèvement de millions de Noirs (population majoritaire dans le pays) qui balaieraient le peuple afrikaner, sa langue, sa culture, ses institutions et toute sa manière de vivre. L'idée est aussi de mettre en place une politique permettant de satisfaire aux deux tendances constitutives du parti national, l'une portée sur la suprématie blanche garantissant la sécurité des blancs, l'autre mobilisée autour de la promotion et de la défense de la culture afrikaner enracinée dans l'histoire « d'un peuple élu » (le volk).

### Concept

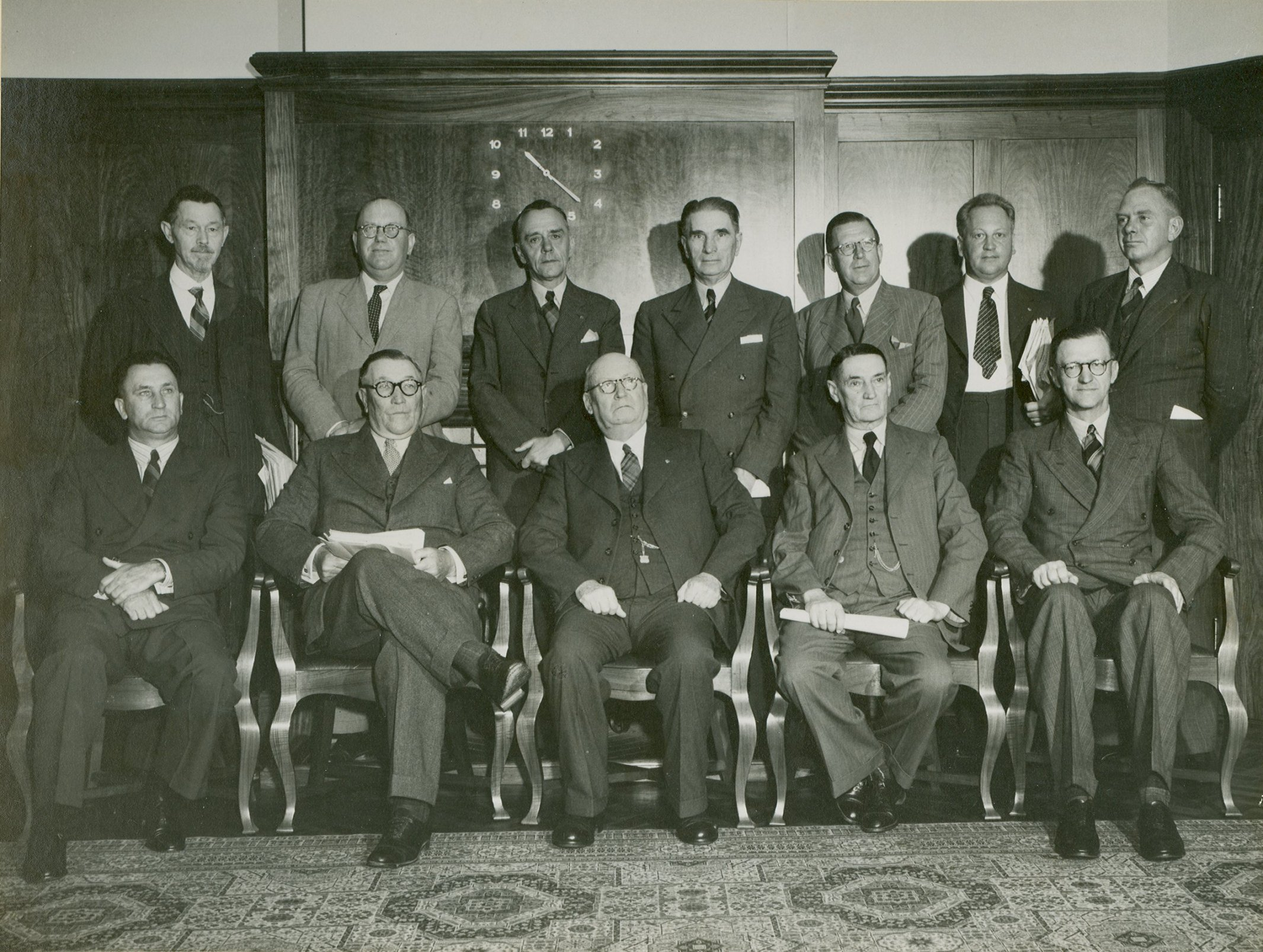
Le 1er gouvernement nationaliste en 1948, dirigé par Malan
Au premier rang : Strijdom, Havenga, Malan (Premier ministre), Jansen, Swart
Au second rang : Stals, Sauer, Louw, Le Roux, Dönges, Erasmus et Schoeman.

Avant 1948, la politique indigène des gouvernements de l'Union Sud-Africaine avait constamment été présentée comme un expédient provisoire en attendant que, devenues « civilisées, les masses indigènes » aient accès à la citoyenneté. Après 1948, l’apartheid, ou développement séparé des races, vient rompre avec le pragmatisme de la Colour Bar et avec la discrimination conjoncturelle héritée de l’ère coloniale. Présenté par la commission Sauer, l’apartheid fige les rapports entre races et groupes de populations, excluant dorénavant toute évolution simple et pacifique du système politique et économique. Il devient la pierre angulaire de la politique nationale sud-africaine en s'insérant dans une philosophie précise, fixe, permanente et immuable, bien éloignée de l'ancien concept du Colour Bar. Pour nombre de chefs d’États étrangers où sévit déjà une séparation plus subtile voire coutumière entre les classes, les ethnies ou les religions, la ségrégation affichée et revendiquée de l’apartheid va leur permettre d'utiliser à leur profit la politique intérieure de l'Afrique du Sud et de faire de ce pays un bouc émissaire providentiel.
D.F. Malan ne s'était jamais passionné pour les questions relatives aux autochtones d'Afrique du Sud. Pour lui, la priorité était de pallier la pauvreté des petits Blancs, qu'elle soit matérielle ou spirituelle. Il considère notamment que l'équilibre racial en Afrique du Sud repose sur un accord tacite entre Noirs et Blancs fondé sur le respect et l'exemplarité que ceux-ci doivent inspirer. C'est pourquoi, régler le problème des Blancs pauvres doit aussi permettre, selon lui, de gérer la question autochtone. Selon ses déclarations, l'objectif de l'apartheid est alors la division du pays en deux parties avec d'un côté les Noirs et d'un côté les Blancs, sans que les premiers ne perdurent à être les réservoirs de main d'œuvre des seconds.
En fait, le concept de l'apartheid n'est pas clairement défini. Certains n'envisagent que de renforcer les lois ségrégationnistes en gardant le même système économique de production, alors que d'autres estiment que ces lois sont insuffisantes et inutiles si on laisse perdurer l'intégration économique entre les Blancs et les autres populations de couleur, première étape d'une intégration politique qui conduira inéluctablement à la chute de la domination blanche en Afrique du Sud. Pour Hendrik Verwoerd, le libéralisme basé sur la promotion de l'individu ne va pas accepter plus longtemps le maintien de la ségrégation traditionnelle jusque-là pratiquée dans plusieurs pays de la sphère occidentale. Il convient alors de trouver une alternative sans remettre en cause le principe de la domination blanche. Or, comme il écrit lui-même en 1950, les Blancs doivent comprendre que les populations de couleur ont leurs propres consciences nationales et des ambitions et, ainsi, qu'elles ne pourront éternellement continuer à accepter d'être leurs subordonnées en étant, de plus intégrées à leur vie quotidienne. Il convient dès lors, dans l'esprit de Verwoerd, que chaque peuple d'Afrique du Sud puisse exercer ses droits, séparément des autres, dans des cercles définis et évoluer à son rythme, en « bons voisins ». L'apartheid que conçoit Verwoerd, et qui va s'imposer, doit alors être un système politique fondé sur des principes stricts et clairs qui ne peuvent souffrir aucune exception, même mineure, au risque sinon de corrompre sa cohérence. Ainsi n'est-il pas possible d'accepter en Afrique du Sud des diplomates noirs ou des maoris membres de l'équipe de rugby de Nouvelle-Zélande. Cette conception exclusive et fondamentaliste de l'apartheid s'oppose à d'autres conceptions plus souples du système, notamment celles du ministre Theophilus Donges pour qui l'apartheid n'est qu'un moyen provisoire visant à protéger les Afrikaners sur deux à trois générations avant le jour où ils n'auront plus le monopole du pouvoir. Ou encore Ben Schoeman pour qui les différents groupes de population sont déjà trop imbriqués et qui estime irréaliste une partition territoriale ou l'interdiction de la région du Cap occidental aux travailleurs noirs. Des dissidences philosophiques sur ce thème apparaissent aussi avec le professeur Wicus du Plessis et le Bureau des affaires raciales (South African Bureau of Racial Affairs - SABRA).
Dans un premier temps, Malan confie le ministère des Affaires indigènes à un pragmatique modéré, Ernest George Jansen, qui maintint la tradition libérale du Cap et se montre plus préoccupé par la réhabilitation des réserves ou la pénurie de logements dans les townships. C'est sous la responsabilité des ministres Theophilus Dönges et Charles Swart que l'arsenal législatif de l’apartheid se met d'abord concrètement et rapidement en place, dans le but existentiel de préserver l’identité du « Volk » (le peuple afrikaner). Ainsi, le refus de toute mixité génétique et raciale est inscrite dès la loi de 1949 sur l’interdiction des mariages interraciaux (illégaux, ils sont passibles des tribunaux) et celle de 1950 sur l’interdiction des relations sexuelles interraciales. En 10 ans, près de 4 000 personnes seront condamnées en vertu de cette loi. Mise à part Margaret Ballinger, la représentante au parlement des populations de couleur du Cap, cette législation ne rencontre guère d'opposition et laisse indifférente la grande majorité de la population blanche.
Ce texte fondamental, pilier de toutes les autres lois d'apartheid, est la loi d'enregistrement de la population (Population Registration Act), adoptée en 1950 qui institutionnalise la classification raciale pour chaque habitant du pays âgé de plus de 16 ans en définissant 4 principaux groupes raciaux (Blancs, Coloureds, Noirs, asiatiques) et établissant des critères d'appartenance raciale. Ce texte de référence allait être le support de tous les autres textes législatifs et réglementaires relatifs à l'apartheid. Ainsi en découlent les textes sur l'habitat (Group Areas Act), l'enseignement (Bantu Education Act), les mouvements des personnes, l'emploi et tout ce qui concerne la vie sociale. La mise en place du « Groups Areas Act » renforce ainsi la ségrégation résidentielle au prix du déplacement de centaines de milliers de personnes dont quelques dizaines de milliers de Blancs. Il s'agit pour les nationalistes de freiner le processus d'urbanisation des Noirs et de contrôler les transactions immobilières et l'occupation des sols.
En 1951, sous la pression de la commission des affaires indigènes du parlement, Malan remplace Jansen par Hendrik Verwoerd au ministère des affaires indigènes. Pendant les 8 années suivantes, Verwoerd allait jeter les bases du projet de grand apartheid centré autour de la création de bantoustan, procédant alors à un renversement de logique par rapport aux anciennes politiques gouvernementales : il ne s'agit plus de maintenir l'unité de la nation mais de sacrifier l'intégrité territoriale et les relations sociales au profit d'un ordre racial. Dans le cadre du débat parlementaire relatif au projet de loi sur l'autonomie bantoue, qui prévoit la suppression de la représentation noire au Parlement (par des blancs) et le développement d'unités nationales bantoues autonomes, Verwoerd déclare « Nous n'avons aucune hésitation à choisir un État blanc plus petit où l'homme blanc pourrait gouverner son territoire et serait maitre de sa destinée, plutôt qu'un grand État qui finirait par devenir non blanc […] Il n'y a pas d'objection valable et rien ne s'oppose dans la pratique à ce que l'Afrique du Sud soit formée d'un certain nombre de nations, chacune sur son propre territoire ». Toute la politique du gouvernement vise dorénavant à recréer des états ethno-linguistiques homogènes à partir des réserves ethniques préexistantes. Il lui faut dans le même temps distinguer et définir les différentes communautés ethno-linguistiques du pays. Cependant, le « grand apartheid » qui se met alors en œuvre repose sur des données et des projections démographiques complètement erronées.
Si seuls les Blancs bénéficient alors des garanties d'un régime démocratique, puis dans une moindre mesure à partir de 1984, les Indiens et les métis, le professeur américain Lyn Boyd Judson note que les sud-africains noirs se considèrent pour leur part, durant la période s'étalant de 1940 à 1990, comme des « esclaves dans leur propre pays », terme que les noirs sud-africains contemporains utilisent pour évoquer cette période.

### Application du Grand Apartheid

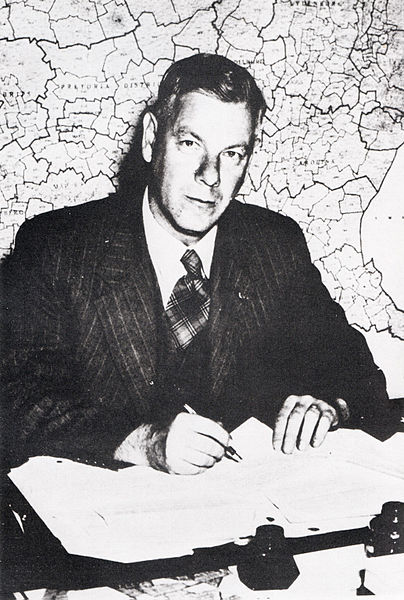
Hendrik Verwoerd,
ministre des affaires indigènes (1950-1958) puis premier ministre d'Afrique du Sud (1958-1966) et théoricien de l'apartheid.

Le ministre des affaires indigènes était de facto le chef des africains du pays. Tous les commissaires et tous les chefs de tribus, en zone rurale, étaient responsables devant lui. Son pouvoir était aussi total sur les africains urbanisés. En 1950, Hendrik Verwoerd est appelé par le docteur Malan pour diriger ce ministère et organiser l'apartheid géographique. Considéré comme un visionnaire, et non comme le grand architecte de l'apartheid, Verwoerd donna une impulsion, une direction et un calendrier pour la mise en place du grand apartheid. Il nomma Max Eiselen, professeur d'anthropologie sociale à l'université de Stellenbosch avec qui il partageait les mêmes points de vue sur le tribalisme et le nationalisme noir, pour mettre en forme cette politique. L'obsession que les Afrikaners avaient pour définir leur propre identité est transposée dans les analyses faites pour définir ethno-linguistiquement les différents peuples bantous à travers leur histoire, leur langue, leur culture qui font l'objet d'une relecture et d'un réexamen pour coïncider avec la nouvelle politique raciale, quitte à exacerber les particularismes afin de créer des entités artificielles, proposées voire imposées à des peuples qui n'en veulent pas.
Des États ethniques, les Bantoustans (ou Homeland), sont ainsi créés à partir des 263 réserves indigènes déjà constituées sous l'ancienne législation. Économiquement peu viables, limités à seulement 13 % du territoire, ils enferment des populations entières sur des territoires dont la plupart sont privés de richesse naturelle et d'industrie, sans accès au commerce international. Si cette indépendance de façade satisfait parfois les potentats locaux, elle est essentiellement factice.
Durant les 8 années de son mandat au ministère des affaires indigènes, sous les gouvernements Malan et Strijdom, Verwoerd rénove son département ministériel qu'il scinde en deux en 1955 pour former le département des affaires bantu et celui de l'éducation bantu. La politique, alors menée pour organiser le grand apartheid, repose sur le renouveau des structures tribales, privilégiant l'aristocratie et les forces traditionalistes africaines, alors en perte de vitesse sur tout le continent africain. La hiérarchie tribale fut rehaussée afin de recréer de nouvelles structures pour l'administration locale qui devaient dorénavant davantage reposer sur les chefferies et non plus sur les commissaires du gouvernement. Le Bantu authorities act en 1951, abolissant le conseil représentatif indigène, instaura à la place des autorités tribales, régionales et territoriales, fondées sur des critères géographiques et ethniques. Leurs compétences relevaient du domaine administratif et judiciaire alors que le droit tribal coutumier était revalorisé. En l'absence de chefs reconnus, une autorité communautaire était instituée avec des conseillers traditionnels reconnus. Toutes ces autorités tribales, dont les fonctions étaient entre autres de maintenir l'ordre, de percevoir les impôts et de s'occuper des registres d'état civil, étaient salariées du gouvernement central sud-africain. Cette loi fut complétée en 1959 par la Bantu Self Government Act élargissant les compétences de ces autorités. L'application de la loi fut néanmoins lente car elle imposait au gouvernement de persuader l'aristocratie locale d'accepter les nouvelles structures. En dépit de l'hostilité des africains urbanisés, l'aristocratie tribale en zone rurale fut séduite et dès 1953, les premières autorités tribales furent établies dans les réserves indigènes du Transvaal, du Cap et du Natal. Il y eut cependant de fortes résistances, notamment au Zululand au Sekhukhuneland et au Transkei, d'autant plus que le système mis ainsi en place favorisait les nobles les plus dociles au pouvoir. En accordant aux chefs tribaux les responsabilités des commissaires aux affaires bantous, la nouvelle structure organisationnelle des réserves allait aussi favoriser la corruption au plus haut niveau des autorités régionales.
Alors que Verwoerd et les anthropologues du ministère des affaires indigènes mettaient en place ces structures tribales, le gouvernement avait mandaté le professeur Tomlinson pour faire un rapport sur la viabilité économique de ces réserves. Les conclusions du rapport Tomlinson allaient notamment amener le gouvernement à envisager la séparation territoriale de ces territoires. Alors que jusqu'en 1948, l'Afrique du Sud réclamait l'incorporation du Bechuanaland, du Basutoland et du Swaziland à son territoire, les gouvernements successifs de la période d'apartheid allaient mener une politique inverse souhaitant, en raison de leur lien ethno-linguistique, l'incorporation du Bophuthatswana avec le Botswana et le QwaQwa avec le Lesotho. Répondant ainsi à l'Afrique décolonisée par le biais de la création de ces États ethniques, le gouvernement de Pretoria pensait ainsi pouvoir créer une République sud-africaine constituée majoritairement de blancs (les métis et les indiens n'étant pas concernés par la politique des bantoustans). Dès le départ, il est envisagé à terme d'accorder l'autonomie interne aux futurs bantoustans sans pour autant leur accorder la pleine souveraineté.
Dénonçant la misère économique des réserves, le groupe d'études de Tomlison faisait également un certain nombre de propositions pour assurer leur viabilité économique, notamment au niveau agricole, mais aussi envisageait une nouvelle carte géopolitique de toute la sous-région avec une redistribution spatiale des frontières à partir de critères ethno-linguistiques. En proposant un développement économique général de territoires africains, sur lesquels vivraient 10 millions de personnes et en critiquant certains des aspects de la politique des bantoustans, notamment leurs faibles ressources et superficies, le rapport Tomlison fixait aussi et surtout des objectifs qui étaient financièrement ambitieux et couteux, comme la création au sein de ces territoires non seulement d'industries mais aussi d'une centaine de villes équipées. À long terme, condamnant implicitement la politique des bantoustans, le rapport estimait que si toutes ses recommandations, notamment financières, étaient respectées, les bantoustans ne recevraient que 60 % de la population noire d'Afrique du Sud à l'horizon 1981, laissant encore les blancs en minorité en zone blanche. Les estimations financières demandées dans le rapport Tomlison ne furent pas mises en œuvre. Néanmoins, la politique des bantoustans continua. D'autres critiques émanèrent cependant au sein même du parti national pour critiquer la politique de Verwoerd. Le plus emblématique d'entre eux fut le professeur L. J. du Plessis de l'université de Potschefstroom. Cet ancien chef du Broederbond en vint à la conclusion que l'apartheid ne pouvait être justifié qu'avec l'accord des africains et dans le cadre du droit des peuples à l'autodétermination, concept que les Boers puis les Afrikaners avaient invoqué pour eux-mêmes dans leur lutte contre l'impérialisme britannique. Dans le contexte de la décolonisation alors en cours sur le continent africain, Wicus du Plessis argumenta pour que des discussions approfondies soient entamées avec les chefs des mouvements noirs tels que le Congrès national africain. Il se montra notamment favorable, à terme, à une égalité territoriale et politique entre blancs et noirs et à la création d'une Afrique du Sud unitaire comprenant de nouvelles provinces dirigées par les élites noires du pays. Le débat interne aux cercles nationalistes se solda cependant par la victoire des partisans de Verwoerd, la mise à l'écart de Wicus du Plessis et la purge de ses partisans des organismes afrikaners.
En 1964, Verwoerd proclama officiellement que l'évolution naturelle des Bantoustans était la partition effective du territoire sud-africain et leur indépendance. De 1956 à 1977, une dizaine d'autorités territoriales tribales furent établies et 4 d'entre eux à commencer par le Transkei devinrent indépendants mais non reconnus par la communauté internationale.

### Apartheid appliqué aux populationscoloureds
De 1951 à 1956, le gouvernement Malan mène une véritable bataille constitutionnelle pour radier les coloureds des listes électorales communes et instituer des collèges électoraux séparés. Politiquement, la mesure permettrait de priver le parti uni et le parti travailliste de voix déterminantes dans plus de la moitié des 55 circonscriptions de la province du Cap. En 1951, une loi est votée au terme de laquelle les Coloureds et métis du Cap et du Natal seraient désormais représentés au parlement par 4 députés blancs élus pour 5 ans sur des listes séparés. La loi est vivement attaquée par l'opposition parlementaire. Des manifestations sont organisées par l'association des vétérans de guerre, avec le soutien de la Springbok Legion. Partout dans le pays se forment des mouvements de soutien au maintien des métis sur les listes électorales communes. Celui des Torch commando dirigés par Louis Kane-Berman et Adolph Malan, héros de la bataille d'Angleterre, est le plus emblématique de ces mouvements. Le mouvement reçoit l'appui financier de Harry Oppenheimer et forme un front commun avec le parti uni et le parti travailliste. Finalement, la question de la suprématie législative du Parlement se retrouve placée au centre des débats après l'invalidation de la loi par la Cour suprême par référence au South Africa Act. La tentative de D.F. Malan de contourner la décision est également un échec. Le succès des nationalistes aux élections générales sud-africaines de 1953 ne parvient pas à lui faire acquérir la majorité nécessaire pour modifier la constitution alors qu'au sein même du parti national, plusieurs de ses membres à l'instar de Nicolaas Havenga sont réticents à modifier le droit de vote reconnu constitutionnellement aux métis et Coloureds du Cap. La franchise est finalement supprimée en 1956 par le gouvernement Strijdom.

### Évolution et résistances

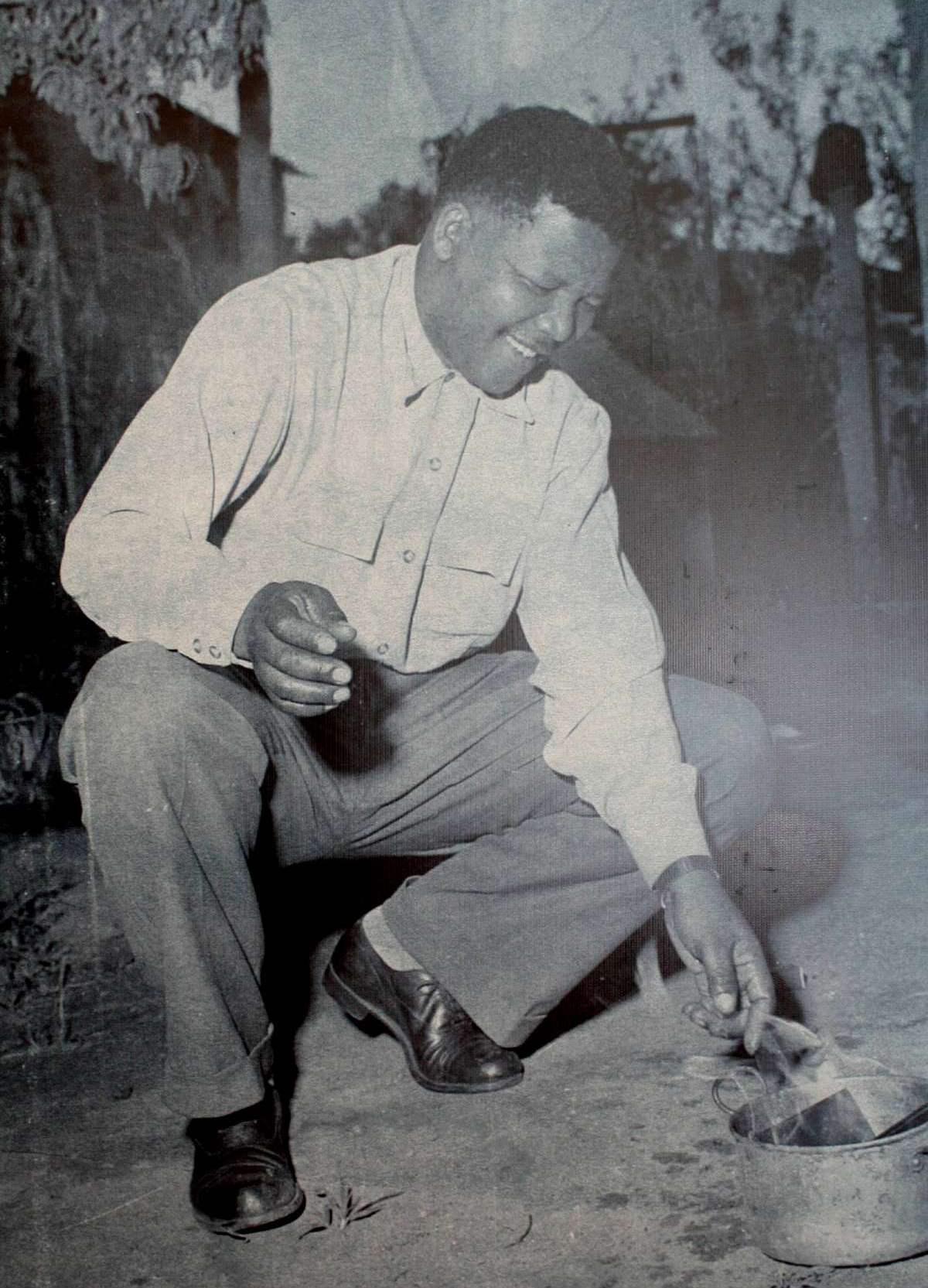
Un geste de résistance à l'apartheid consiste à brûler son laissez-passer (passeport intérieur) que tout Noir de plus de 16 ans doit porter sur soi. Ce document mentionne notamment les autorisations éventuelles de présence de son porteur dans les quartiers blancs indiqués au-delà des horaires de travail (ici Nelson Mandela brûle son pass en 1960).

Le système génère des frustrations, bien sûr chez les Noirs et autres groupes désavantagés qui trouvent en l'ANC un de leurs principaux porte-paroles, mais aussi chez certains Blancs libéraux, représentés notamment d'abord par le Parti Progressiste. Le gouvernement réagit de manière souvent violente, au mépris des idéaux démocratiques qui sont censés le fonder. Les contestataires sont condamnés et emprisonnés.
À partir de 1953 et de l'entrée en vigueur de la loi concernant les accès aux services et aux lieux publics, les panneaux « Europeans Only » (« Seulement pour Européens ») « Native only » (« Seulement pour Natifs ») et « Coloured Only » (« Seulement pour Métis »), devenus obligatoires, se multiplient dans tous les lieux publics du pays. Les premières campagnes d'oppositions à la mise en place de l'apartheid remontent à 1952 (« campagne de défiance ». En juin 1955, 3 000 délégués de l'ANC et de divers autres groupes anti-apartheid comme le congrès indien, le Congrès des Démocrates ou la Fédération des femmes sud-africaines (Federation of South African Women - FSAW), se réunissent dans un congrès du peuple à Kliptown, un township de Johannesburg. Ces délégués adoptent la Charte de la liberté (Freedom Charter), énonçant les bases fondamentales des revendications des gens de couleur, appelant à l'égalité des droits quelle que soit la race, l'abrogation de toute discrimination raciale, l'instauration d'un régime démocratique pour tous et un programme politique oscillant entre inspiration communiste (nationalisations, réforme agraire) et socialiste (salaire minimum, semaine des 44 heures, couverture sociale). Un million de personnes signent le texte. À la suite de l'adoption de ce texte, 156 membres de l'ANC et des organisations alliés sont arrêtés et accusés de haute trahison pour avoir prôné le renversement du gouvernement. Parmi les accusés se trouvent Albert Luthuli, Oliver Tambo, Walter Sisulu, Nelson Mandela, Ahmed Kathrada et Joe Slovo. L'affaire est très médiatisée. L’instruction judiciaire, connue sous le nom de « procès de la trahison », dure pendant quatre ans, période durant laquelle les charges tombent progressivement contre les inculpés. Finalement, le 29 mars 1961, la justice sud-africaine acquitte l'ensemble des inculpés, admettant dans le verdict que l'ANC ne pouvait être reconnu coupable d'avoir défendu une politique visant à renverser l'état par la violence.
Entretemps, en 1956, le nouveau premier ministre, Johannes Strijdom, est parvenu à supprimer la franchise électorale des personnes de couleur (coloureds) de la province du Cap malgré la campagne lancée par les Torch commando. D'ailleurs, durant toute la décennie des années 1950, les mouvements opposés à l'apartheid, issus des différentes communautés, peinent à s'unir et à organiser des manifestations inter-raciales. Malgré les appels de l'ANC, la communauté blanche échoue totalement à constituer un mouvement unique blanc anti-apartheid. Bien au contraire, l'opposition blanche à l'apartheid s'est morcelée en deux grandes familles (radicaux et libéraux), elles-mêmes divisées en sous-groupes divers. L'opposition libérale ignore également les appels de l'ANC à manifester ou à se rassembler (campagne de défiance, rassemblement de Kliptown), préférant privilégier les procédures légales. En fait, les motifs de mobilisation des blancs (centrés surtout sur le droit de vote des métis) ont été différents de ceux de l'ANC et, tant le parti uni que le parti libéral, ne sont pas favorables à l'extension d'un droit de suffrage sans restriction aux populations de couleurs. De ce fait, l'opposition libérale est définitivement discréditée aux yeux de l'ANC qui ne privilégiera que ses alliés radicaux,. Le mouvement anti-apartheid se divise davantage en 1959 quand les radicaux quittent l'ANC pour fonder le Congrès panafricain d'Azanie (PAC).
Après le massacre de Sharpeville, la destruction en place publique de leurs laissez-passer par plusieurs milliers de noirs sud-africains et la mise en place de l'état d'urgence décrété par le gouvernement le 8 avril 1960, l'ANC et le PAC sont à leur tour interdits en vertu de la loi de suppression du communisme. Sur le plan international, la situation de l'Afrique du Sud se détériore pour la première fois, ce qui se manifeste par son exclusion de l'Organisation mondiale de la santé, de l'Organisation des Nations unies pour l'éducation, la science et la culture et du Bureau international du travail.
En 1961, Umkhonto we Sizwe (MK), branche militaire de l'ANC est fondée et lance une campagne de sabotage. Les premières attaques visent des bâtiments officiels mais, rapidement, les chefs de MK sont arrêtés en juin 1963 à Rivonia et en juin 1964 seront condamnés à la réclusion à perpétuité. Parmi, eux, on trouve Nelson Mandela — lui-même arrêté en août 1962 —, qui est aussi condamné avec 8 des 9 autres prévenus à la réclusion à perpétuité. En fait, à partir des évènements de 1960 et 1961, le régime se replie dans un réflexe de camp défensif (le « laager » propre à l'imaginaire politique sud-africain) destiné à empêcher l'intrusion du communisme dans le pays. Ce repli se manifeste d'abord lors de la proclamation de la république d'Afrique du Sud le 31 mai 1961 (approuvée lors du référendum de 1960 par 52 % des électeurs dont les trois quarts des électeurs du Tranvaal, de l'état libre d'Orange et du Cap), jour symbolique de la défaite des Boers en 1902. Ce repli s'accompagne d'une modernisation des concepts surtout après la mort d'Hendrik Verwoerd en 1966 et jusqu'au gouvernement de Pieter Willem Botha (fin des années 1980). L'idéologie de l'apartheid se modernise alors constamment.
Cette modernisation est complexe. D'une part, à la suite de la proclamation de la république, les discours de la classe dirigeante afrikaner ne se focalisent plus sur la défense de l'identité afrikaner mais sur les concepts de nation sud-africaine dont celle de la nation blanche d'Afrique du Sud regroupant Anglo-sud-africains, Afrikaners et lusophones, dans un effort d'incorporation des groupes européens du pays. Ceux-ci, au travers de leur expression politique qu'est le parti national, n'en revendiquent pas moins « le droit historique et le devoir de maintenir leur souveraineté sur l'Afrique du Sud », alors que les Noirs ne sont plus présentés comme inférieurs mais comme différents. Elle s'accompagne d'une stratégie politique d'alliance intérieure progressive avec les groupes métis, indien et asiatique du pays qui se caractérise, sous Pieter Botha, par la création en 1984 de chambres parlementaires pour chacun de ces groupes définis racialement. D'autre part, le régime d'apartheid qui argumente sur le plan diplomatique sur la base de sa mission de défense des valeurs occidentales en Afrique et de bastion contre le communisme athée, engage une déstabilisation extérieure de ses voisins (avec le soutien du bloc occidental) pour contrer la progression des régimes marxistes en Afrique, soutenus par Cuba, la Chine ou l'Union soviétique (principalement l'Angola et le Mozambique à partir de 1975). En dépit de la théorie officielle selon laquelle les immigrés blancs pourraient devenir de « vrais Afrikaners », une partie d'entre-eux sont sujets à une certaine xénophobie. S'ils disposent de leurs propres domestiques noirs, les immigrés français s'adaptent difficilement à la communauté afrikaner, qui les rejette. Les anciens colons portugais du Mozambique et de l’Angola sont eux considérés par une partie des Afrikaners comme des « wit kaffer » (des « cafards blancs »).
Si dans les années 1970, les Afrikaners n'ont plus la crainte pathologique de perdre leur identité nationale qui s'affirme d'ailleurs au travers de l'État sud-africain, militairement fort et économiquement puissant, ils sont néanmoins ébranlés dans les années 1980, par trois facteurs qui remettent en cause leur foi dans la suprématie naturelle des Afrikaans : les condamnations internationales dont l'Afrique du Sud fait l'objet pour sa politique d'apartheid (en 1973, une convention internationale votée par l'Assemblée générale des Nations unies qualifie l'apartheid de crime contre l'humanité) ; la montée de la contestation interne des Noirs à partir de 1976 ; l'opposition grandissante des pasteurs afrikaans, issus de l'église réformée hollandaise (qui condamne l'apartheid en 1986).
À son apogée, dans les années 70, l'image de l'Afrique du Sud à l'étranger est mauvaise. Le gouvernement mène alors l'une des campagnes d'information les plus coûteuses au monde destinée à rehausser l'image du pays. Elle se concrétise notamment par du lobbying et la production, à destination du public international, d'articles et de films promotionnels sur l'Afrique du sud et en interne par la création d'un journal d'information anglophone pro-gouvernemental (The Citizen afin de contrer le populaire Rand Daily Mail). Cette campagne se solde par un scandale politico-financier et la chute de l'ambitieux ministre Connie Mulder et du Président John Vorster (scandale de l'information) . Dans les années 80, le lobbying perdure afin d'empêcher les sanctions économiques contre l’Afrique du Sud, notamment au Royaume-Uni auprès de la première ministre Margaret Thatcher, ou aux Etats-Unis, notamment auprès de télé-évangélistes influents comme Jerry Falwell.

### Renforcement des résistances et mise en œuvre des condamnations internationales

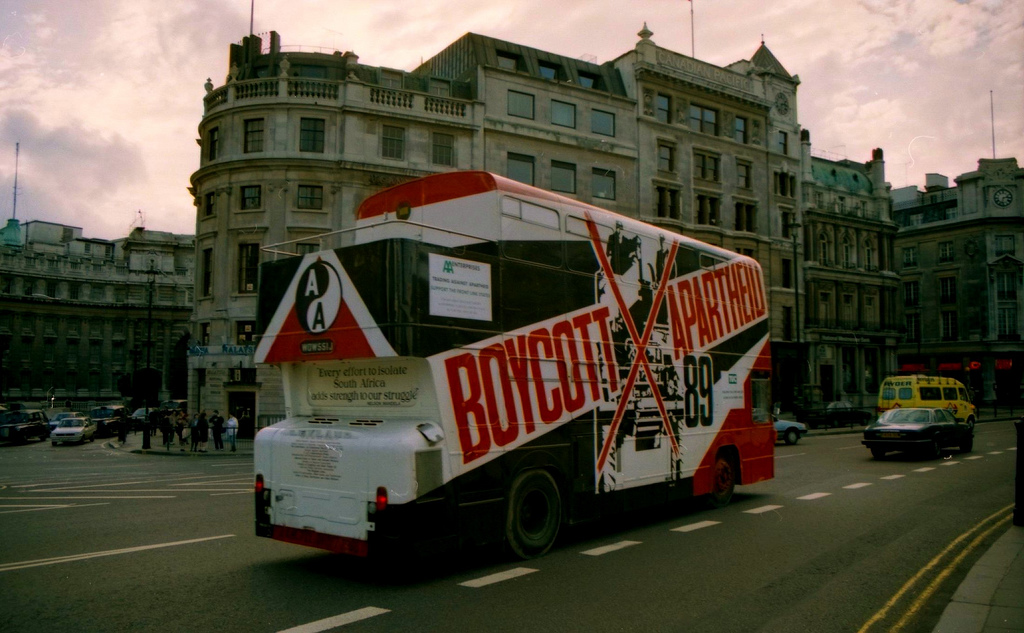
Bus à Londres encourageant le boycott de l'apartheid, en 1989.

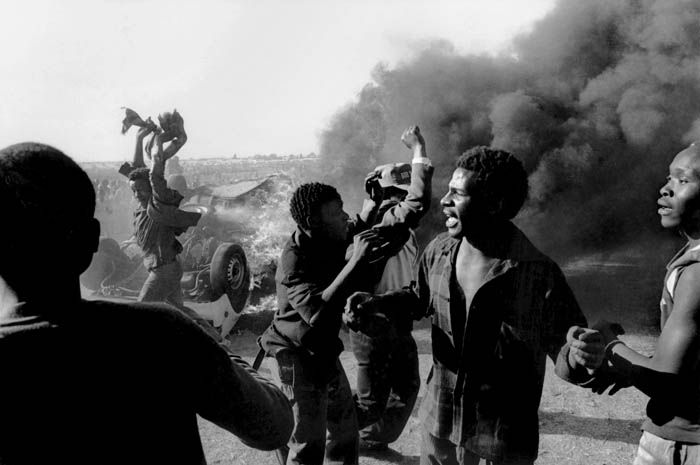
Manifestants anti-apartheid dans les années 1980.

À partir de 1976 et des émeutes de Soweto, le pays est en proie à la montée de la violence politique et de la répression policière dans les townships. Au bout de plusieurs mois d'émeutes, le bilan est de 600 morts. Le mouvement de la Conscience noire, à l'origine des troubles de Soweto, est décapité avec la mort de son chef charismatique, Steve Biko. L'émotion causée par la mort de ce dernier conduit le conseil de sécurité de l'ONU à imposer pour la première fois des sanctions obligatoires contre l'Afrique du Sud en décrétant un embargo sur les ventes d'armes.

#### Escalade de la violence
Après les émeutes de Soweto, Umkhonto we Sizwe, la branche militaire de l'ANC, recrute de nombreux militants et organise sa guérilla dans des camps d'entrainement en Angola, en Tanzanie ou en Zambie où des actes de torture ou des exécutions sont pratiqués contre les militants accusés d'espionnage.
À partir de 1977, elle organise des sabotages et des attentats au sein même de l'Afrique du Sud. Parfois, ces actions restent symboliques (attentat contre des postes de police des townships, contre la centrale de Koeberg) mais parfois ce sont de véritables attentats terroristes (attentat de church street à Pretoria en 1983, attentat d'Amanzimtoti en 1985, meurtres de fermiers blancs dans le nord et l'est du Transvaal ou de conseillers municipaux ou de policiers noirs accusés de collaboration dans les townships…). Des scientifiques sont chargés par les services secrets gouvernementaux de travailler sur un programme de diminution du taux de fertilité des femmes noires par le biais d'une substance répandue dans l'eau ou les produits de consommation courante. D'autres procédés sont testés comme l'imprégnation de poison sur des T-shirts portés par des militants de l'ANC.
L'année 1986 est marquée par la poursuite de la répression, des milliers d'arrestations et des centaines de morts avec son cortège de bavures policières et de meurtres menés par de mystérieux « escadrons de la mort à la sud-américaine » touchant à la fois des universitaires blancs de gauche ou des personnalités noires impliquées dans des organisations civiles anti-apartheid. Au début de l'année, plus de 54 townships du pays sont ainsi en guerre ouverte contre le gouvernement et sa politique d'apartheid, deux millions d'étudiants sont en grève et plus de 2 millions de salariés font grève au début du mois de mai. Le gouvernement est divisé entre faucons et réformistes. Une médiation est tentée par les pays du Commonwealth pour amorcer des pourparlers entre l'État et l'ANC : ils proposent qu'en échange de la libération de Nelson Mandela et de ses compagnons, l'ANC renonce à la lutte armée et accepte de négocier une nouvelle constitution sur le modèle des accords de Lancaster House pour la Rhodésie du Sud. Parallèlement, des représentants des plus grandes entreprises sud-africaines rencontrent des membres de l'ANC à Lusaka en Zambie. Le 12 juin 1986, après avoir imposé graduellement des mesures d'urgence dans plusieurs districts administratifs, Botha proclame l'état d'urgence dans les townships. Après avoir appelé à rendre les townships ingouvernables, l'objectif des militants anti-apartheid des townships est dorénavant de créer des contre-pouvoirs à travers la mise en place de comités de rues et de quartiers.

#### Poids des sanctions économiques internationales
De 1946 à 1974, l'Afrique du Sud connait un taux de croissance de 5 % par an qui place l'économie sud-africaine parmi les plus performantes au monde, du point de vue des taux de profit. Cependant, à partir de 1975, elle enregistre une croissance économique relativement faible (2 % en moyenne) avec une tendance au ralentissement (moins de 1 % en 1990), alors que la croissance démographique globale dépasse 2,5 % par an (dont 3 % pour les noirs contre 0,8 % pour les blancs). En termes de revenu par habitant, l'Afrique du Sud se place alors au troisième rang en Afrique avec près de 2 500 dollars, mais le revenu d'un noir représente le quart de celui d'un blanc et le tiers de celui d'un asiatique. Si l'Afrique du Sud est la première puissance économique et militaire du continent africain, le gouvernement sud-africain est soumis progressivement à des embargos à partir des années 1970 en raison de sa politique d'apartheid. Cet embargo l’affecte particulièrement du fait que l'économie sud-africaine est très dépendante de la technologie et des capitaux étrangers. En 1991, le pays fait cependant encore partie des 20 plus grandes nations commerçantes au monde et son commerce extérieur compte pour plus de 60 % de son PIB.
Les États-Unis d'Amérique sont l'un de ses principaux alliés de l'Afrique du Sud pendant longtemps. Malgré leur position officielle qui consiste à condamner l'Apartheid, les investissements américains dans le pays sont très importants pendant les mandats des présidents Johnson et Kennedy, et l'Afrique du Sud, considérée comme un rempart contre le communisme, collabore activement avec la CIA. Les relations se refroidissent à la fin des années 1970, sous l'administration de Jimmy Carter. Le pasteur Leon Sullivan obtient partiellement que les filiales et établissements des compagnies nord-américaines implantées en Afrique du Sud ne pratiquent aucune discrimination entre ses salariés sud-africains (principes de Sullivan). La Grande-Bretagne, de son côté, a d'importantes relations économiques avec l'Afrique du Sud, où elle est le principal investisseur jusqu'en 1974.
Au cours des années 1980, la dégradation de l'économie sud-africaine ne manque pas d'avoir un impact sur les pays de l'Afrique australe, très dépendants de l'Afrique du Sud et qui absorbent 10 % des exportations sud-africaines. En 1985, la dette extérieure atteint 24 milliards $ tandis que le rand perd la moitié de sa valeur. L'exode des capitaux, débuté au milieu des années 1970, s'accélère non seulement à cause des campagnes anti-apartheid mais aussi en raison de la baisse de rentabilité des firmes étrangères implantées en Afrique du Sud. Ainsi le secteur minier, qui représente 70 % des exportations, stagne et le secteur industriel, le plus vaste du continent, décline faisant perdre à l'Afrique du Sud son statut de pays nouvellement industrialisé.
Pour contrer les sanctions économiques et industrielles bilatérales, le gouvernement sud-africain développe durant cette période tout un système permettant de contourner ces sanctions en s'appuyant notamment sur l'internationalisation des grands groupes financiers ou industriels, d'investissements dits off shore et sur quelques États partenaires comme Israël et Taïwan. Le capital afrikaans (majoritaire dans les groupes Sanlam, ABSA, la manufacture d'armes Armscor et le métallurgiste Iskor) contribue notamment à cette stratégie économique et politique destinée à préserver la domination politique de la communauté blanche, conduite par la realpolitik afrikaans.
En juin 1986, le gouvernement proclame l'état d'urgence et déploie l'armée dans les townships. Les partenaires commerciaux de l'Afrique du Sud sont inquiets mais peu imposent de sanctions véritablement sévères. En fait, l'État sud-africain reprend les choses en main, parvient à renégocier un rééchelonnement de sa dette grâce à l'appui des banquiers européens, stabilise le rand et profite d'une nouvelle flambée du prix de l'or à partir de 1987. Une nouvelle récession frappe cependant le pays à partir de 1988.

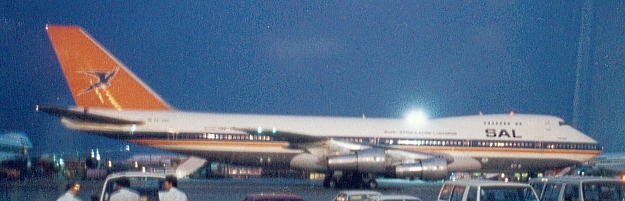
La Suid-Afrikaanse Lugdiens va connaitre un boycott mondial massif du fait de la politique d'apartheid pratiquée dans le pays.

En plus des pressions propres au marché intérieur sud-africain et sa difficulté à produire ce qu'elle consomme, l'impact propre des sanctions économiques et financières reste difficile à évaluer mais il est indéniable que des facteurs extra-économiques ont perturbé les échanges commerciaux et financiers de l'Afrique du Sud. Les premières sanctions ont été posées en 1962 sans être contraignantes. Avant 1984, seul un embargo sur les ventes de pétrole par les membres de l'OPEP et un embargo sur les ventes d'armes, proclamé par les Nations-Unies, avaient eu un minimum d'effets.
À partir de 1984, alors que la situation intérieure se dégrade, quelques pays proclament et appliquent un embargo total sur le commerce avec l'Afrique du Sud (Suède, Danemark et Norvège) sans être suivi par les partenaires commerciaux traditionnels de l'Afrique du Sud. Les restrictions que ces derniers appliquent sont principalement diplomatiques ou commerciales comme l'embargo sur les importations de charbon, la fermeture de consulats ou le refus d'exportation de technologies. Seuls les États-Unis, premier partenaire commercial de l'Afrique du Sud en 1985, adoptent une position dure avec le comprehensive anti-apartheid act de 1986 : arrêt de nouveaux investissements, embargo sur plusieurs produits comme le charbon et l'acier, arrêt des liaisons aériennes. En 1987, seulement 8 % des exportations sud-africaines ont été affectées alors que l'or et les métaux dits stratégiques n'ont été frappées d'aucun embargo. Si les exportations sud-africaines vers les États-Unis ont chuté de 44,4 %, cela résulte surtout de l'embargo sur le charbon et sur l'uranium. Le Japon a quant à lui remplacé les États-Unis comme premier partenaire commercial de l'Afrique du Sud en devenant le principal importateur de produits sud-africains suivi par l'Allemagne et l'Angleterre. De 1981 à 1988, 40 % des multinationales opérant en Afrique du Sud quittent le pays (soit 445 firmes) mais des études démontrent que le départ des firmes internationales s'est effectué de manière à maintenir des liens financiers et technologiques entre les multinationales et leurs ex-filiales sud-africaines. Ainsi, 53 % des groupes américains ayant désinvesti d'Afrique du Sud ont assuré la persistance d'un certain nombre d'accords de licence, de fabrication, d'accords de franchise ou d'échanges technologiques (IBM ou Ford par exemple).
Fin 1989, il reste 180 entreprises britanniques, 160 firmes américaines, 140 sociétés allemandes et 24 entreprises françaises directement implantées dans le pays alors que Taïwan a augmenté ses parts de marché en profitant du départ des entreprises occidentales. Si l'Afrique du Sud paye les frais de sa politique d'apartheid, les sanctions économiques et commerciales, plus ou moins contraignantes, ont été diversement appliquées : l'Allemagne et le Japon sont devenus ainsi les premier et deuxième partenaires commerciaux de l'Afrique du Sud.

#### Boycott culturel et sportif
L'exclusion des compétitions sportives porte un coup au moral de la population blanche et joue un rôle dans le recul de la politique d'apartheid.
L'isolement de l'Afrique du Sud a commencé au début des années 1960 après que le pays s'est retiré du Commonwealth et s'est érigé en République. Plusieurs pays africains (Liberia, Éthiopie), l'Inde et les pays du bloc de l'Est font pression pour que l'Afrique du Sud soit exclue de plusieurs organismes internationaux.
En 1966, le conseil du sport en Afrique (une structure de l'Organisation de l'unité africaine) exige, auprès du comité international olympique, l'expulsion de l'Afrique du Sud et menace de boycotter les Jeux olympiques de 1968. Malgré un avis d'abord défavorable du CIO, et à la suite des menaces de boycott des athlètes afro-américains et pays du bloc de l'Est si l'Afrique du Sud était présente, le comité exécutif du CIO décide finalement d'exclure l'Afrique du Sud des jeux olympiques de Mexico. En 1976, l'Afrique du Sud est indirectement la cause du boycott des jeux olympiques de Montréal. Vingt-six pays africains, l'Irak et le Guyana protestent contre les rencontres sportives de rugby entre la Nouvelle-Zélande et l'Afrique du Sud, alors que le rugby n'est pas un sport olympique. En 1980, l'Afrique du Sud participe encore aux jeux paralympiques et n'est exclue du comité qu'en 1985.
En 1980, les Nations Unies publient un registre mentionnant le nom des sportifs et des officiels participants à des manifestations sportives en Afrique du Sud afin d'exercer une pression morale sur les athlètes.
La tournée faite par les Springboks en 1981 en Nouvelle-Zélande est marquée par des mouvements de protestation contre l'apartheid,. Plus aucun pays n'accepte d'organiser des rencontres avec l'équipe de rugby sud-africaine, emblématique de la population blanche sud-africaine. Pour tenter de briser son isolement et à défaut de pouvoir jouer contre les Pumas, l’Afrique du Sud dispute huit matchs en 1980, 1982 et 1984 contre une sélection appelée les Jaguars sud-américains. En 1984, l'équipe des Springboks aligne deux joueurs métis, Errol Tobias et Avril Williams, contre l'Angleterre mais en 1985, la tournée des All Blacks en Afrique du Sud est annulée. Une tournée non officielle est cependant effectuée par une équipe appelée les Cavaliers comprenant de nombreux All Blacks. Les joueurs sont suspendus à leur retour en Nouvelle-Zélande. Les Springboks sont isolés et privés de rencontres sportives internationales. Le grand prix automobile de formule un organisé à Kyalami en 1985, constitue alors le dernier grand évènement sportif international organisé en Afrique du Sud (jusqu'en 1992).

### Réfractaires à la conscription
Pendant l'apartheid, seuls les blancs sont soumis au service militaire. Le statut des objecteurs de conscience n'est ouvert qu'aux adeptes de certaines religions.
L’Assemblée générale des Nations unies a implicitement reconnu un type d’objection sélective dans sa résolution 33/165 du 20 décembre 1978, dans laquelle elle a demandé aux « États membres d’accorder l’asile ou le droit de transit vers un autre État […] aux personnes contraintes de quitter leur pays d’origine parce qu’elles refusent, par objection de conscience, de contribuer à l’application de l’apartheid en servant dans des forces militaires ou policières ».

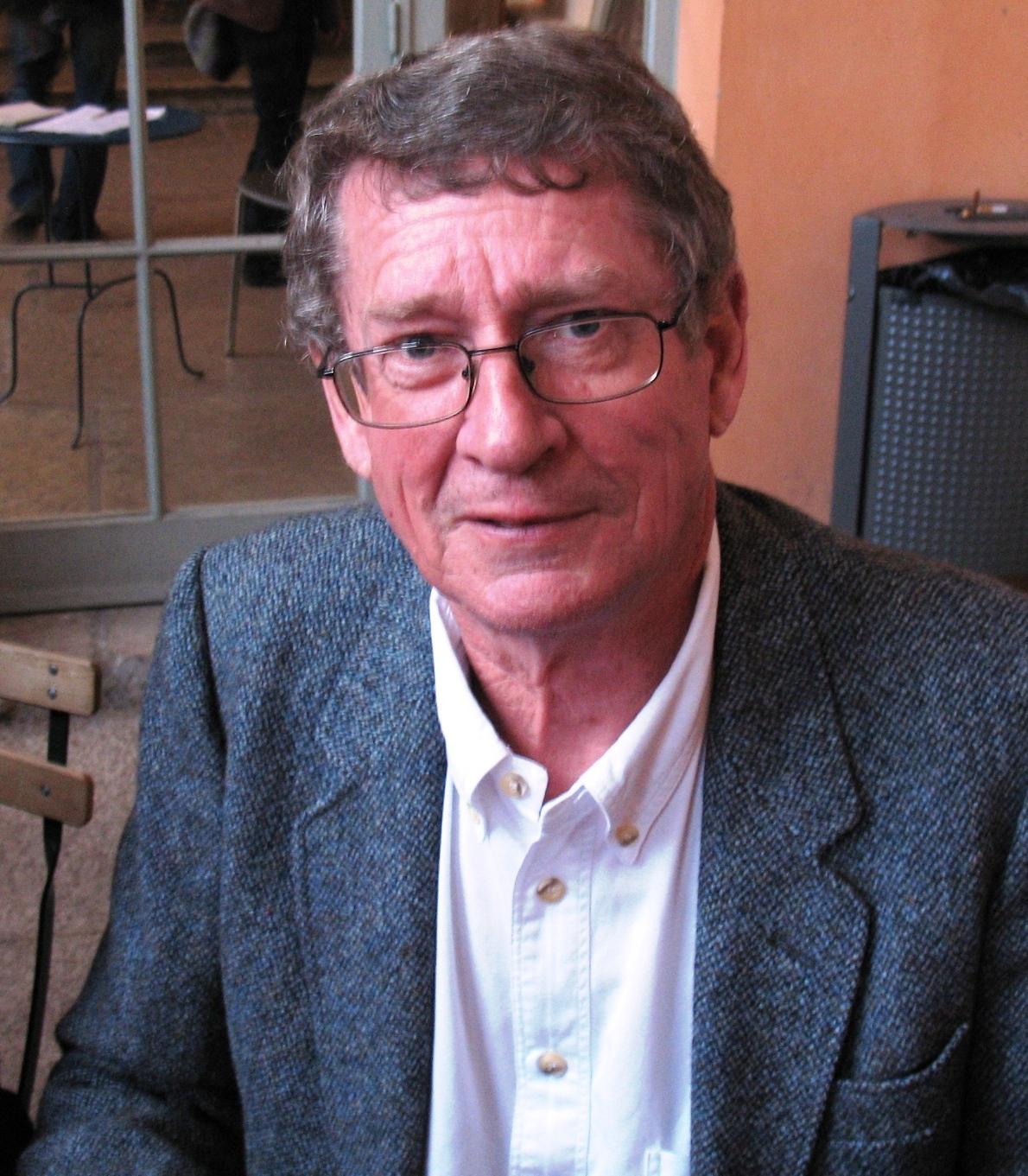
André Brink

Le mouvement Halte à la conscription, lancé en 1963, organise, en juin 1985, à Johannesbourg, un Festival de la paix avec le soutien des principales Églises du pays, notamment l'Église catholique et le conseil des Églises d'Afrique du Sud. L'écrivain André Brink refuse d'obéir à un amendement à la loi de Défense qui permet de rappeler sous les drapeaux les hommes jusqu'à l'âge de cinquante-cinq ans.

« J'ai informé les autorités militaires que je refuserais de subir tout entraînement ou de servir dans l'armée à quelque poste que ce soit. Quelle que soit la peine encourue, je ne suis pas prêt à vivre et à mourir pour ce régime et ce système ; ils ne représentent pas l'Afrique du Sud que j'aime et que je respecte, et ils ne servent pas les idéaux et les valeurs auxquels je suis attaché en tant qu'écrivain et en tant qu'homme. »

— André Brink, traduit de l'anglais par Jean Guiloineau
En 1988, 143 blancs annoncent leur refus d'accomplir leurs obligations militaires dans l'armée d'apartheid. Certains d'entre eux sont condamnés à six ans de prison. Le gouvernement sud-africain interdit la Campagne pour la fin de la conscription (End Conscription Campaign).
La conscription est abolie à la fin de l'apartheid.

### Réformes politiques de l'ère Botha: adaptations obligatoires

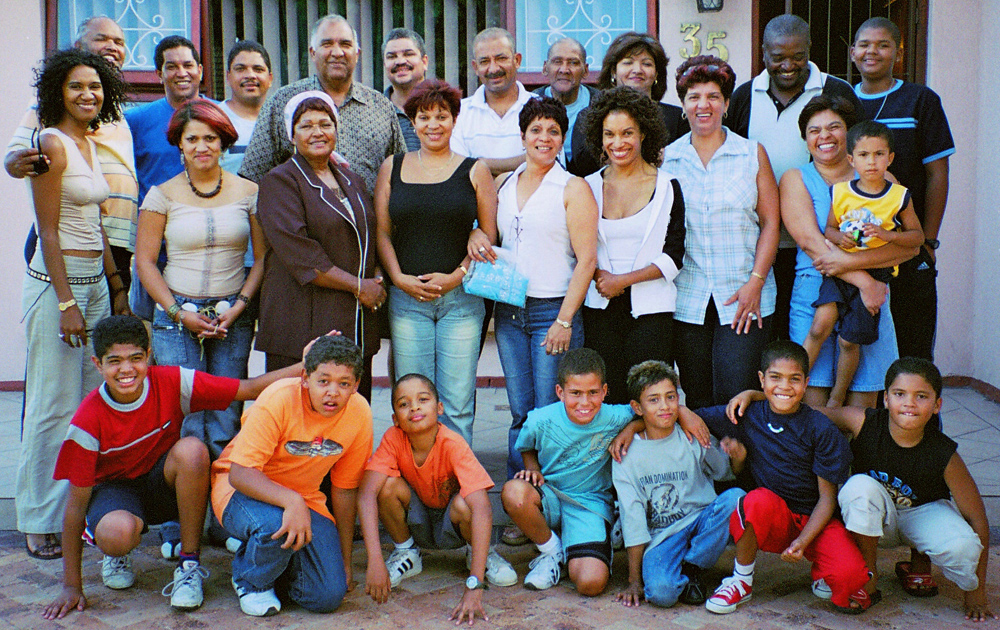
Famille coloured sur trois générations.

Sous la pression de l'opinion occidentale (accompagnée de pressions économiques, notamment en provenance des États-Unis), de la contestation interne, de l'agitation de plus en plus incontrôlable dans les cités noires (les townships), et également de la pression démographique, l'apartheid est assoupli sous le gouvernement de Pieter Willem Botha.
Après avoir autorisé la formation de syndicats noirs (en 1979), Botha entame en 1984 la réduction graduelle des inégalités de salaires entre Blancs et Noirs dans les mines et en 1985, autorise la formation de syndicat inter-raciaux et de partis non exclusivement blancs, du moment qu'ils n'aient pas été interdits par le passé. Ainsi se constituent le Front démocratique uni (en fait vitrine interne de l'ANC interdite) et la COSATU qui en deux ans allaient confédérer 33 syndicats et revendiquer 220 000 adhérents.
Inspiré du modèle consociationnel, une nouvelle constitution entre en vigueur le 3 septembre 1984, établissant un régime présidentiel basé sur un parlement tricaméral. Cette constitution, adoptée en 1983 au cours d'un référendum par les électeurs blancs sud-africains, libéralise le régime institutionnel de l'apartheid. Approuvée par 65 % des électeurs, elle établit trois chambres parlementaires distinctes, élus par les trois groupes raciaux minoritaires du pays, les blancs, les indiens et les métis en proportion de leur population. Les noirs n'ont droit à aucune représentation nationale. Ceux résidant dans les zones urbaines se voient cependant octroyer de nouveau la citoyenneté sud-africaine et obtiennent le droit d'élire leurs propres conseillers municipaux. Le cabinet ministériel s'ouvre pour la première fois aux non blancs avec la nomination de Amichand Rajbansi et Allan Hendrickse chargés des affaires indiennes et métis.
En 1985, la loi portant interdiction des mariages mixtes est abrogée.
En 1986, la loi sur les laissez-passer ('Pass Laws Act') de 1952 est abolie, permettant aux Noirs sud-africains pauvres de se déplacer librement en ville, voire de s'y installer. La pérennité de la présence des Noirs dans les frontières de l'Afrique du Sud blanche est reconnue au sommet de l’État.
Plus généralement, le gouvernement annonce la suppression des mesures vexatoires de discrimination dans les lieux publics (aussi appelé « petty apartheid ») provoquant de vives réactions dans les milieux conservateurs. Après les élections municipales sud-africaines de 1988 favorables au parti conservateur, celui-ci fait réinstaller dans les municipalités qu'il dirige les panneaux de ségrégation.
En 1987, la loi de 1922 fixant la liste des emplois réservés aux Blancs est abrogée. Bien que des négociations secrètes directes entre l'ANC et des membres du parti national soient organisées depuis 1985 avec l'accord du gouvernement, Botha refuse d'aller plus loin dans ses réformes, soucieux de la scission de plus en plus importante entre afrikaners modérés et conservateurs. Ainsi, la répression policière l'emporte durant les dernières années de son mandat alors que le front démocratique uni est à son tour interdit.

### Phase de transition
L'arrivée au pouvoir en 1989 de Frederik de Klerk modifie la donne politique. C'est au bout de six mois de délibération au sein du parti national que cet Afrikaner, jusque-là réputé pour ses positions conservatrices, avait accédé au poste de dirigeant du parti avec pour mandat de réformer le système afin de répondre à l'aspiration du vote égalitaire des Noirs et de poser dans un cycle de négociations constitutionnelles, l'intangibilité de certains principes comme l'inviolabilité de la propriété privée et la mise en place de dates butoirs pour bloquer de possibles revendications foncières. Les partis politiques interdits sont légalisés et les négociations officiellement entamées dès mars 1990 entre l'ANC et le gouvernement. La majeure partie des lois d'apartheid sont abolies entre 1989 et juin 1991 et un forum constitutionnel est mis en place en avril 1992, à la suite du mandat spécifique pour négocier avec les partis comme l'ANC, accordé par près de 70 % des électeurs blancs au président sud-africain le 17 mars 1992 lors d'un référendum. Si certains des Afrikaners conservateurs se réfugient dans des utopies communautaristes (Volkstaat), d'autres, qui considèrent aussi qu'ils sont le cœur de la nation blanche d'Afrique du Sud, réinventent le slogan « s'adapter ou mourir » pour conduire l'ouverture politique envers la majorité noire du pays. Après 4 années de négociations constitutionnelles, les premières élections multiraciales se déroulent en avril 1994, débouchant sur l'élection de Nelson Mandela, premier président noir de la république d'Afrique du Sud.

## Solder l'apartheid

### Commission vérité et réconciliation

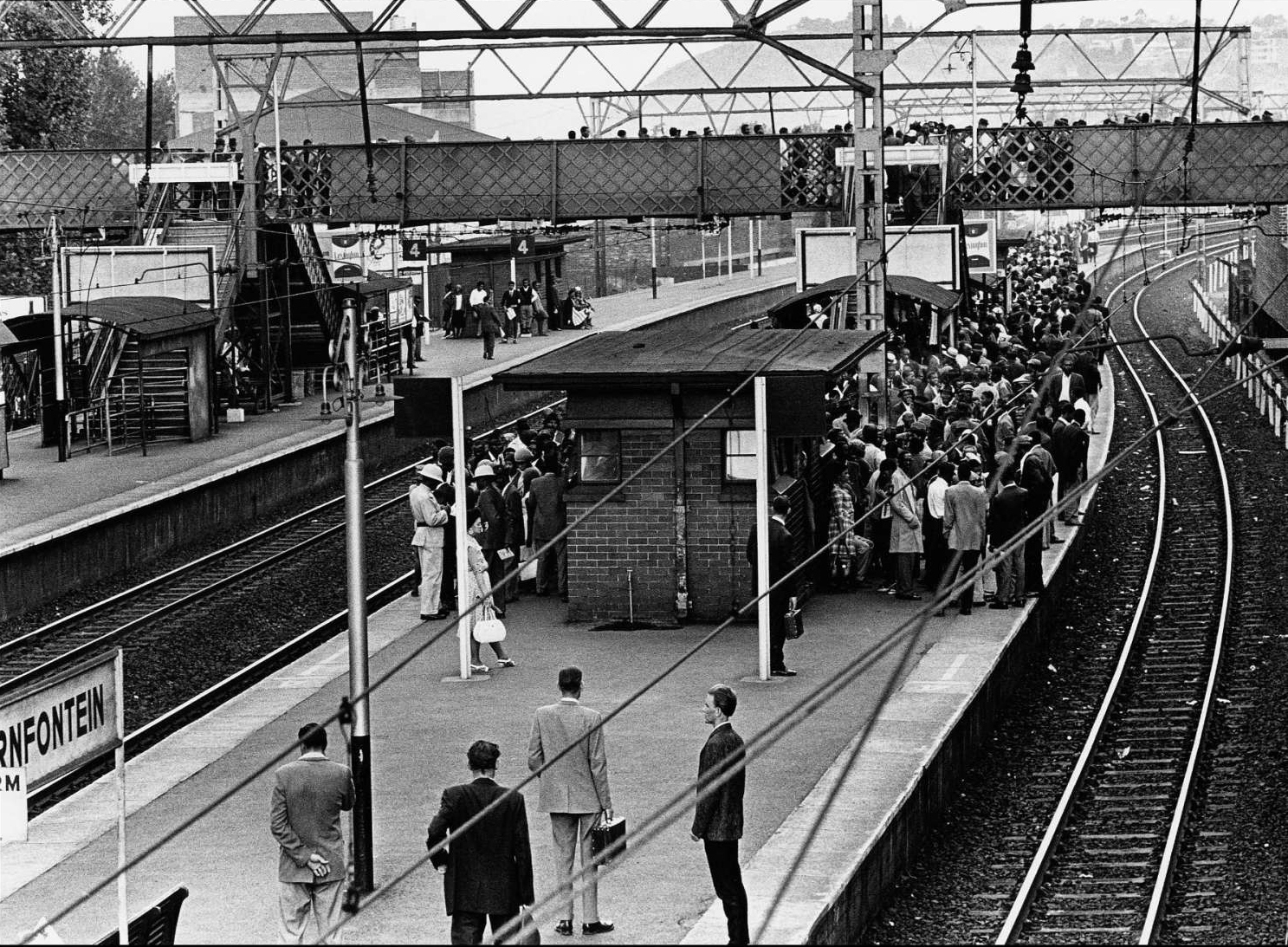
Les inégalités liées à l'apartheid dans l'espace public: à la gare de Doornfontein à Johannesbourg, les Noirs sont parqués dans un espace restreint alors que les Blancs bénéficient de davantage de confort.

De 1996 à 1998, une Commission de la vérité et de la réconciliation sillonne le pays pour récolter les témoignages des victimes et des oppresseurs, des partisans ou des opposants à l'apartheid, afin de recenser toutes les violations des droits de l'homme commis de 1960 à 1993 et d'éclaircir les crimes et exactions politiques commis au nom du gouvernement sud-africain mais également les crimes et exactions commis au nom des mouvements de libération nationales.
Le rapport final de cette commission a épinglé l'absence de remords ou d'explication de certains anciens responsables politiques du régime d'apartheid (Pieter Botha, Frederik de Klerk, Magnus Malan) mais aussi le comportement de certains chefs de l'ANC, notamment dans les camps d'entrainements d'Angola et de Tanzanie. Des poursuites judiciaires ou des amnisties ont été recommandées (quand les motivations d'auteurs de crimes ou de délits étaient essentiellement politiques), d'autres ont été refusées. La plupart de ceux qui avaient été inculpés devant les tribunaux comme Magnus Malan ou Wouter Basson ont été acquittés pour insuffisance de preuves, ou parce qu'ils avaient obéi aux ordres.

### Vers une Afrique du Sud arc-en-ciel?

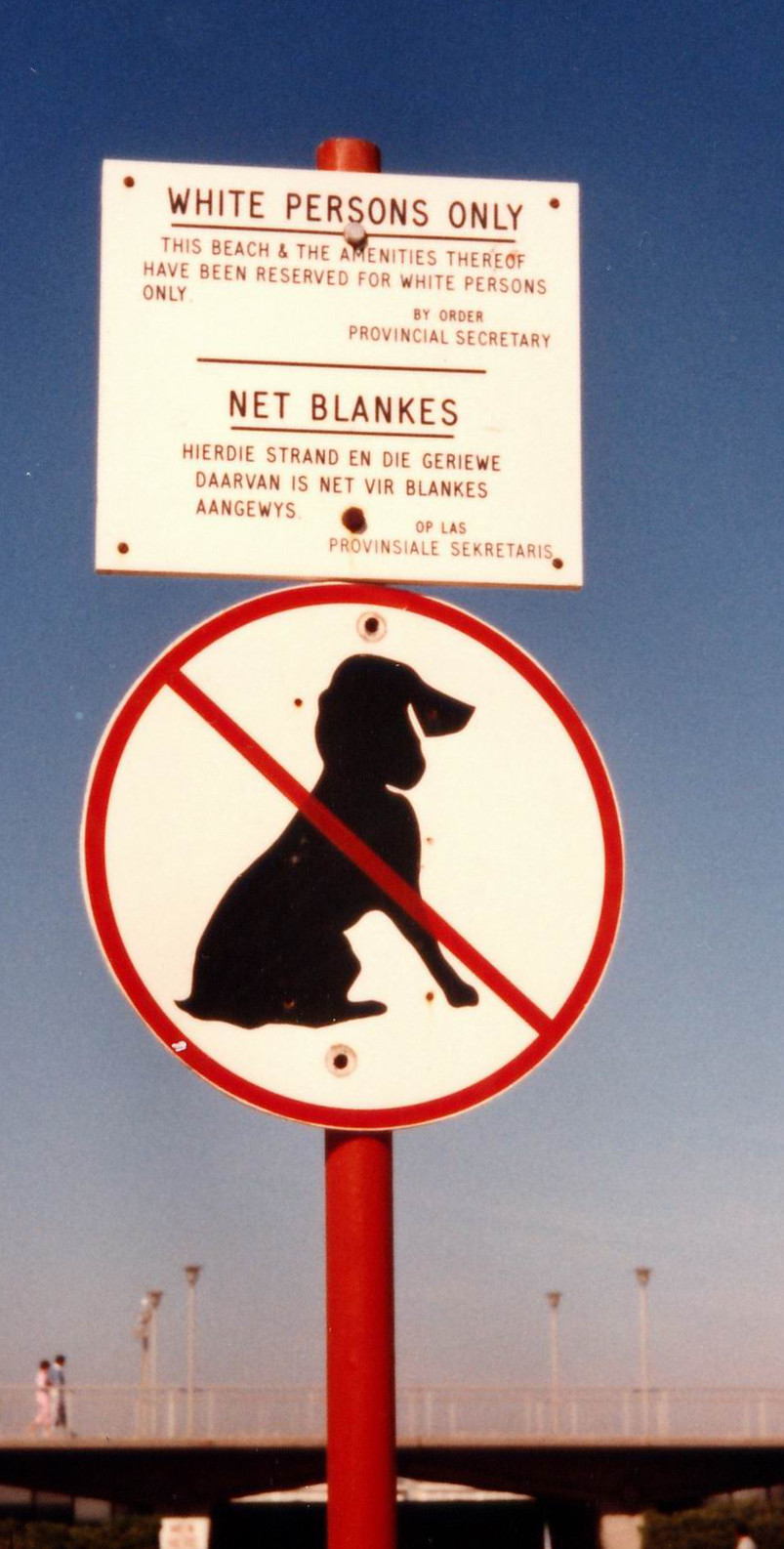
La plage de Muizenberg en 1985 : interdite aux non-blancs et aux chiens.

Lors d’un entretien avec un journaliste, Philippe Hugon affirme que malgré l’apartheid, l’Afrique du Sud est devenue « la plus grande démocratie africaine selon la définition de Montesquieu : séparation des pouvoirs, liberté de la presse, indépendance de la justice, opposition multipartite ». En fait, même si l’on pouvait craindre une situation à l’algérienne, avec une forte opposition du pouvoir blanc sur le modèle de l’OAS et un rejet violent des Blancs par les populations discriminées, il faut reconnaître que « grâce à quelques grandes figures comme Frederik de Klerk et Nelson Mandela », le bain de sang entre les deux communautés a pu être évité. D’une part, l'African National Congress (ANC) a abandonné le concept de « clivage de race » pour celui de « clivage social » grâce notamment aux actions conjuguées de Mgr Desmond Tutu et de la Commission de la vérité et de la réconciliation. Malgré l’apartheid, l’Afrique du Sud a su se redresser assez vite. « Elle a connu de très grandes avancées dans des domaines aussi différents que l'accès à l'eau, au logement, à l'école et à l'université. Économie puissante, l'Afrique du Sud fait partie des Brics (Brésil, Russie, Inde, Chine et Afrique du Sud) ».
L'Affirmative Action (la discrimination positive) a permis l’accès de nombreux Noirs dans l'économie, la politique, la culture et l'enseignement. Pourtant en 2011, à la date de l’interview, le chômage des Noirs avoisinait les 40 %, la lutte contre le sida avait souffert d'un aveuglement politique et la réforme agraire, très attendue, se faisait très lentement puisque 80 % des terres appartenait toujours aux Blancs. Bien que très optimiste, Philippe Hugon notait que « l’Afrique du Sud est le deuxième pays le plus violent au monde après la Colombie. Vols, crimes sexuels, meurtres… la violence n'oppose pas les Blancs aux Noirs mais touche les laissés-pour-compte de la croissance économique ».  Chez les plus modestes, force est de constater que « l'identité ethnique joue un rôle central dans la manière de se penser et de penser l'autre ». En outre, il ne faut pas oublier qu’entre 1995 et 2009, 800 000 Blancs ont quitté le pays fuyant la violence, le chômage et la discrimination positive.

## Chronologie de l'Afrique du Sud sous l'apartheid
1948

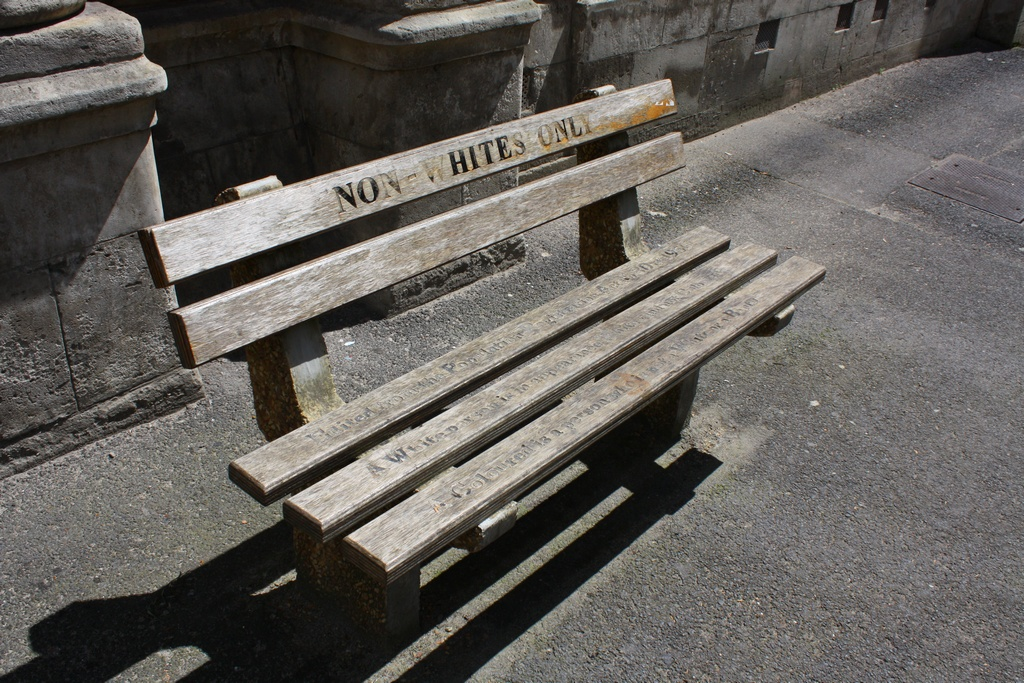
Banc réservé aux non blancs au Cap.

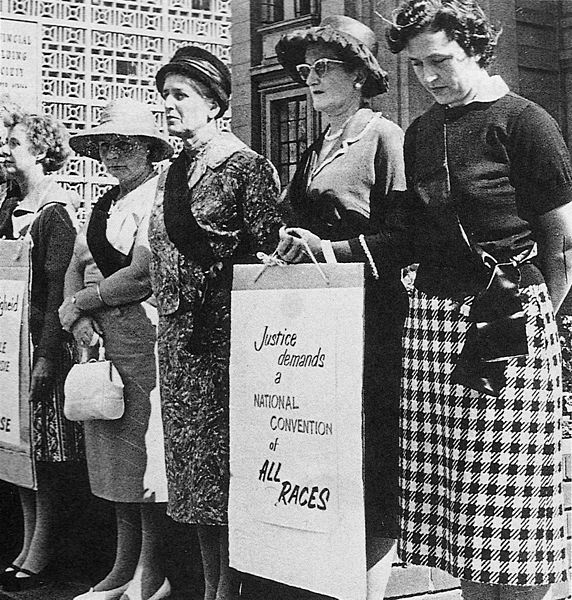
Manifestation de Black Sash, une organisation non violente de femmes blanches opposées à l'apartheid.

- Victoire du parti national de Daniel François Malan, qui met en place la politique de l’apartheid selon laquelle les peuples de races différentes ne peuvent pas vivre ensemble dans l’égalité et l’harmonie. Dans un premier temps, ces nouvelles lois systématisent et institutionnalisent l'application de lois raciales déjà existantes en Afrique du Sud[Note 9].

1949
- Loi sur l'interdiction des mariages mixtes (Prohibition of Mixed Marriages Act)

1950
- Loi d'habitation séparée (Group Areas Act) répartissant racialement les zones urbaines d'habitation[Note 10].
- La loi d'immoralité (Immorality Act), qui lui est liée, pénalise les relations sexuelles entre Blancs et non Blancs[Note 11]. Elle renforce le champ d'application d'une loi homonyme adopté en 1927.
- Loi de classification de la population (Population Registration Act), distingue les individus selon leur catégorie raciale attribuée (blancs, noirs, coloureds et indiens)[Note 12].
- Loi de suppression du communisme (Suppression of Communism Act), permettant d'interdire tout parti politique catalogué comme communiste par le gouvernement.

1951
- La loi sur les autorités bantoues (Bantu Authorities Act, Act No 68 of 1951) abolit le Conseil représentatif des indigènes et établit des autorités tribales autonomes (amorce de la création des bantoustans). Composé de 23 membres (12 noirs indirectement élus, 4 nommés par le Gouverneur-Général et 6 commissaires en chef aux Affaires indigènes), le Conseil représentatif des indigènes avait été mis en place en 1936 mais les revendications sociales et foncières qu'il avait porté auprès des différents gouvernements successifs n'avaient jamais abouti. Les nouvelles autorités tribales sont composées d’un chef, de conseillers reconnus par la tribu et de toute autre personne nommée par le chef avec l’approbation des conseillers. Une Autorité communautaire peut être instituée pour plus de deux tribus, composée de conseillers traditionnels et de membres élus par le responsable de la Communauté. La fonction de ces autorités bantoues est notamment de maintenir l’ordre public, de s’assurer du respect de la réglementation, de lever les impôts et de tenir le service de l’état civil. Des Autorités régionales sont aussi instituées composées des chefs des autorités tribales et/ou des autorités communautaires[132],[133].

1952
- Loi sur les laissez-passer (Pass Laws Act) faisant obligation aux Noirs ayant plus de 16 ans d'avoir sur eux un laissez-passer, c'est-à-dire un document ressemblant à un passeport intérieur qui stipulait s'ils avaient une autorisation de présence dans certains quartiers blancs au-delà des horaires de travail.
- Campagne de défiance

1953
- Loi sur les commodités publiques distinctes (Reservation of Separate Amenities Act) ségrégant les toilettes, fontaines et tous les aménagements publics[Note 13].
- Loi d'éducation Bantoue (Bantu Education Act), concernant le programme scolaire des Noirs.
- Retrait du droit de grève aux travailleurs noirs, interdiction de la résistance passive.

1954
- Loi de relocalisation des indigènes (Native resettlement Act) : permet de déplacer les populations noires vivant en zones déclarées blanches.
- JG Strijdom succède à D.F. Malan au poste de premier ministre (30 novembre)

1955
- Rédaction de la Charte de la liberté par les mouvements anti-apartheid.
- Rapport de la Commission Tomlison sur le développement des bantoustans (viabilité, organisation, financement).

1956
- Loi sur le travail et les mines (Mines and Works Act) renforçant la discrimination raciale dans le monde du travail.
- Renforcement de la loi sur le contrôle de la migration (influx control) en vigueur depuis 1923.
- Abolition de la franchise électorale du Cap et adoption de la loi sur la représentation séparée des électeurs coloureds qui sont retirés des listes électorales communes de la province du Cap et réinscrits sur des listes séparées, malgré les manifestations organisées par les Torch commando et les Black Sash.

1958
- Mort de Strijdom. Hendrik Verwoerd, maitre d’œuvre de la politique des bantoustans devient premier ministre.
- Début du procès de la trahison à l'encontre de 95 personnes, majoritairement membres de l'ANC ou du parti communiste sud-africain, accusés de haute trahison et de conspiration pour avoir voulu renverser le gouvernement par la violence et le remplacer par un État communiste.

1959
- Loi sur la promotion de gouvernements noirs autonomes (Promotion of Bantu Self-Government Act), spécificité de l'apartheid, renforçant l'autonomie des 8 entités autonomes ethniques reconnues sous administration tribale (bantoustans). Les pouvoirs exécutifs de ces autorités bantoues sont placés dans un Conseil exécutif comprenant un président, un vice-président et un membre de l’Autorité élu par ses pairs. La représentation des populations noires de la province du Cap à la chambre de l'assemblée (4 députés blancs) et au Sénat est supprimée (application en 1960).
- Création du Congrès panafricain.

1960
- Massacre de Sharpeville.
- Interdiction de l'African National Congress (ANC) et du Congrès panafricain.
- Référendum sur la République (5 novembre).
- Prix nobel de la paix décerné à Albert Lutuli, président de l'ANC.

1961
- Fin du procès de la trahison : Après les relaxes successives de plus de 70 prévenus, les derniers accusés dont Nelson Mandela sont acquittés, les juges estimant que la Couronne n'avait pas réussi à prouver que l'ANC recourait à la violence pour tenter de renverser le gouvernement.
- Début de la lutte armée avec Umkhonto we Sizwe, la lance de la Nation (branche militaire de l'ANC).
- Confronté, pour sa politique d'apartheid, à l'hostilité des nouveaux pays décolonisés, mais aussi à celle du Canada, l'Afrique du Sud renonce à demander sa réadmission en tant que République sud-africaine au sein du Commonwealth et se retire de l'organisation mars 1961[134],[135].
- Proclamation le 31 mai de la république d'Afrique du Sud (Charles Swart premier président d'Afrique du Sud), modification de la constitution

1963-1964
- Procès de Rivonia : Nelson Mandela est condamné à perpétuité pour terrorisme et enfermé avec d'autres chefs de l'ANC sur l'île pénitencier de Robben Island.

1966
- Assassinat du premier ministre Hendrik Verwoerd. John Vorster premier ministre.

1968
- Exclusion de l'Afrique du Sud du comité international olympique.
- Adoption du Separate Representation of Voters Amendment Act supprimant la liste électorale des électeurs coloured de la province du Cap. La représentation des populations coloured de la province du Cap à la chambre de l'assemblée (4 députés blancs) et au Sénat est supprimée et, à la place, un conseil représentatif des personnes Coloured est créé.

1970
- Loi de citoyenneté des Noirs des homelands (Black Homeland Citizenship Act) « retirant » la citoyenneté sud-africaine aux Noirs issus de communautés ethniques relevant de bantoustans déjà créés.
- Visite d'État du premier ministre John Vorster au Malawi[136].

1971
- Visite officielle du président Hastings Kamuzu Banda en Afrique du Sud. Le Malawi, qui est l'un des seuls pays africains à entretenir des relations diplomatiques du plus haut niveau avec l'Afrique du Sud, nomme son premier ambassadeur noir, Joe Kachingwe, à Pretoria. Les diplomates de l'Ambassade reçoivent le statut de blanc honoraire[137],[138].

1974

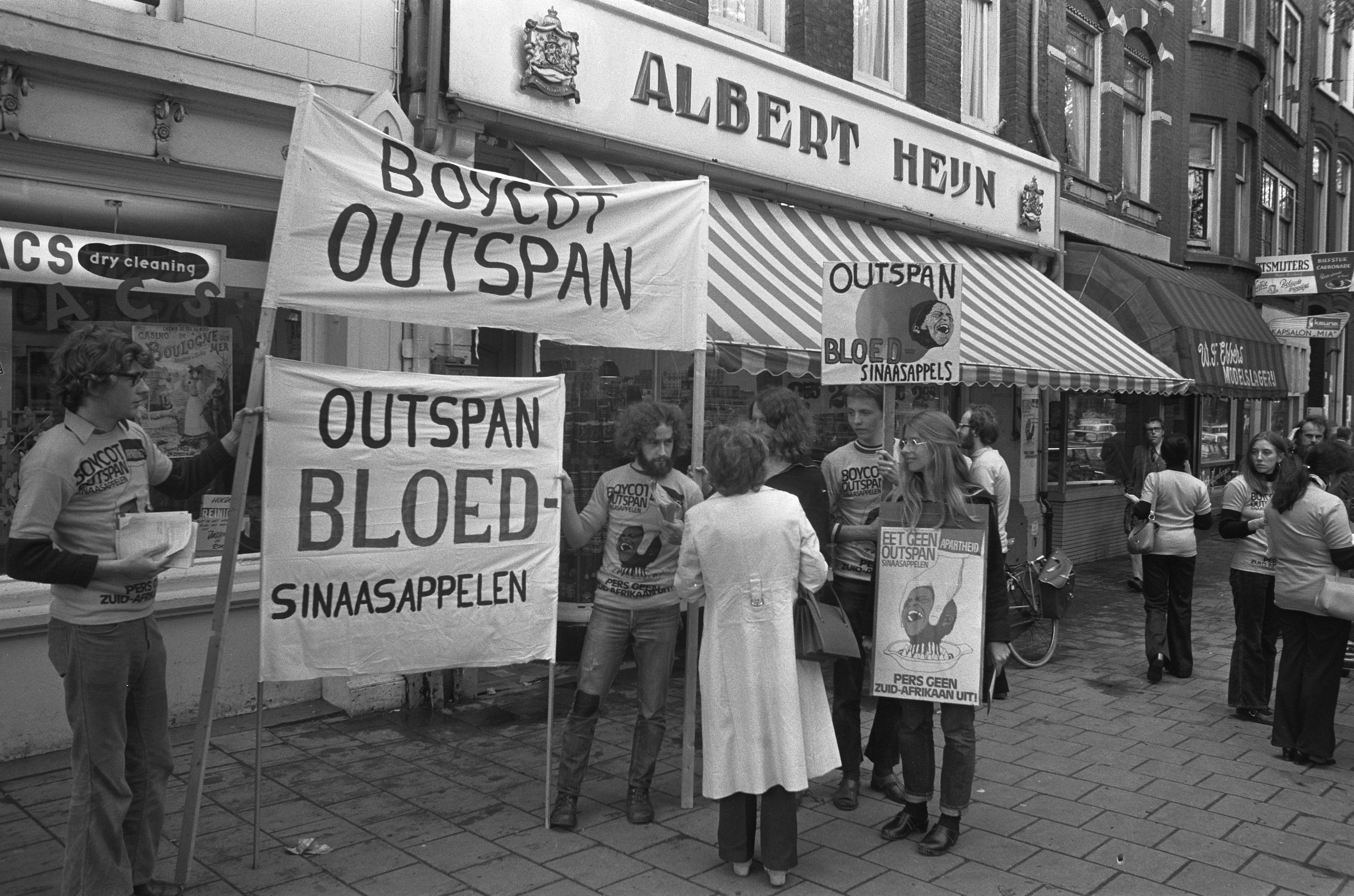
Boycott des oranges Outspan en 1973

- Exclusion du représentant sud-africain de l'Assemblée générale des Nations unies (mais l'Afrique du Sud, membre fondateur, n'est pas exclue de l'ONU).
- Déségrégation des parcs à Johannesburg, du théâtre Nico Malan au Cap et des hôtels cinq étoiles dans toute l'Afrique du Sud[139].

1976
- Loi sur l'interdiction de l'accès à la formation professionnelle aux Noirs.
- Émeutes de Soweto à la suite de l'adoption d'un décret imposant l'Afrikaans comme langue d'enseignement générale dans les écoles bantoues du niveau secondaire (maths, sciences sociales, histoire et géographie).
- Indépendance du Transkei (bantoustan de l'ethnie xhosa), non reconnue par la communauté internationale.
- Publication du rapport de la commission sur les Coloureds, présidée par la sociologue Erika Theron, préconisant la représentation directe des populations coloureds aux divers niveaux du gouvernement ainsi que l'intégration raciale de leurs associations professionnelles et scientifiques, une réforme du group Areas Act et l'abrogation de la loi sur les mariages mixtes.

1977
- Embargo onusien sur les ventes d'armes destinées à l'Afrique du Sud à la suite de la répression des émeutes de Soweto.
- Mort en prison de Steve Biko, chef de la Conscience noire.
- Indépendance du Bophuthatswana (bantoustan de l'ethnie tswana), non reconnue par la communauté internationale.

1978
- Ouverture des premières boites de nuit multiraciales à Johannesburg. L'expérience ne dure qu'une année[139].
- Pieter Botha premier ministre

1979
- Abrogation de l'apartheid dans le Sud-Ouest africain/Namibie, administrée par l'Afrique du Sud.
- Assouplissement dans la réglementation du travail : les travailleurs noirs sont autorisés à se syndiquer ce qui amène à la création de la « National Union Mineworkers » et à la COSATU.
- Indépendance du Venda, non reconnue par la communauté internationale.

1981
- Indépendance du Ciskei, non reconnue par la communauté internationale.

1982
- Nelson Mandela est transféré à la prison de Pollsmoor dans la banlieue du Cap.
- Création du parti conservateur demandant un retour à un apartheid strict.

1983
- Attentat de Church Street à Pretoria, le plus sanglant des attentats commis au nom de la lutte contre l'apartheid.
- Référendum sur la constitution.
- Création d'autorités locales noires élues pour gouverner les townships (mais les élections organisées en 1984 sont largement boycottées).

1984
- Entrée en vigueur de la nouvelle constitution (inspirée des conclusions de la commission Theron et validée l'année précédente par référendum) créant un parlement tricaméral ouvert aux Indiens et aux Métis (suppression des conseils représentatifs indiens et coloureds). Entrée au gouvernement de deux ministres indiens et coloureds (Amichand Rajbansi et Allan Hendrickse). La fonction de premier ministre est supprimée et le pouvoir exécutif intégralement confié au Président d’État (Pieter Botha) désormais chef d'État et de gouvernement.
- Prix Nobel de la paix décerné à Desmond Tutu, archevêque anglican du Cap et figure emblématique de la lutte contre l'apartheid.

1985
- Révolte des townships.
- Début des négociations concrètes en Suisse entre représentants du gouvernement et ANC.
- Ouverture de lieux publics multiraciaux (cinéma, théâtre). Le quartier d'Hillbrow à Johannesburg devient emblématique du premier quartier non ségrégué et cosmopolite[139].

1986
- L'état d'urgence est déclaré dans le pays. Guerre civile au Natal entre mouvements noirs.
- Abolition des lois symboliques de l'apartheid comme le passeport intérieur (le pass), remplacé par un document d'identité unique pour tous les Sud-Africains[140].
- Nomination du premier ambassadeur américain noir en Afrique du Sud.
- Adoption par les États-Unis de sanctions économiques contre l'Afrique du Sud.
- Nomination des premiers diplomates sud-africains non blancs comme Bhadra Ranchod nommé en 1987 ambassadeur d'Afrique du Sud auprès de la Communauté européenne.

1988
- Élections municipales : Le parti conservateur, qui a nettement progressé au Transvaal et dans l'État libre d'Orange, tente de réinstaller dans les villes qu'il dirige la ségrégation (l'apartheid mesquin) dans les lieux publics comme les parcs ou cinéma (cas emblématique de Boksburg).

1989
- Création du parti démocratique coalisant les différentes formations progressistes et réformistes du parlement.
- Le parti conservateur est confirmé comme la principale force de l'opposition parlementaire lors des Élections générales.
- Frederik de Klerk devient président de la République et annonce des réformes fondamentales.

1990
- Indépendance de la Namibie
- L'ANC, le Parti communiste et tous les mouvements noirs sont légalisés. Nelson Mandela est libéré, après vingt-sept ans de captivité.
- Début des négociations entre le gouvernement et les formations anti-apartheid (accords de Groote Schuur, accords de Pretoria).

1991
- Abolition des dernières lois piliers de l'apartheid (30 juin).
- Mise en place de la Commission Goldstone chargé d'enquêter sur les violences imputées aux forces de sécurité et aux groupes politiques et paramilitaires pro-apartheid.

1992
- Référendum sur la fin de l'apartheid auprès de la population blanche par lequel celle-ci appuie à 69 % les négociations constitutionnelles menées par le président de Klerk.
- Massacre de Boipatong.
- Massacre de Bisho.

1993
- Assassinat de Chris Hani, secrétaire général du Parti communiste sud-africain et chef militaire de Umkhonto we Sizwe, par des militants du parti conservateur.
- Massacre de l'église Saint-James à Kenilworth dans la banlieue du Cap par des militants de l'Azanian People's Liberation Army, aile militaire du Congrès panafricain d'Azanie.
- Prix Nobel de la paix attribué à Nelson Mandela et Frederik de Klerk.
- Rédaction d'une constitution transitoire.

1994
- Rétrocession de l'enclave sud-africaine de Walvis Bay à la Namibie (février).
- Coup d’État au Bophuthatswana couplé à un soulèvement populaire contre le président Lucas Mangope forçant la réintégration du bantoustan dans l'Afrique du Sud pour participer aux élections générales (mars).
- Division au sein de l'Afrikaner Volksfront réunissant avec le parti conservateur les formations blanches hostiles aux processus constitutionnelles et aux élections multiraciales : Constand Viljoen fait scission et créait le front de la liberté pour participer aux élections générales.
- Adoption d'un hymne et d'un nouveau drapeau national à titre transitoire (mars).
- Massacre de Shell House à Johannesburg : des manifestants de l'Inkatha Freedom Party sont tués par des gardes de l'ANC devant le quartier général du parti Johannesburg (28 mars).
- Premières élections nationales et non raciales au suffrage universel (27 avril) : le Congrès national africain remporte les élections générales et Nelson Mandela devient le premier Noir à accéder à la présidence sud-africaine.
- Mise en place d'un gouvernement d'union nationale (ANC, parti national et parti zoulou).

1996-1998
- La Commission vérité et réconciliation, présidée par l'archevêque Desmond Tutu, est chargée d'enquêter sur les violations des droits de l'homme commises de 1960 à 1993 et d'éclaircir les crimes et exactions politiques commis au nom du gouvernement sud-africain mais également les crimes et exactions commis au nom des mouvements de libération nationales. 22 000 victimes identifiées recevront chacune 3 900 dollars.
- Adoption d'une nouvelle constitution et confirmation des hymnes et des emblèmes nationaux.

## Extension du terme aux plans légal, politique et social
Depuis l'abolition de l'apartheid en Afrique du Sud, le terme a été repris dans d'autres contextes car le crime d'apartheid est défini en droit international, notamment dans la loi créant la Cour pénale internationale (ICC) qui en a fait un crime contre l'humanité dès 1973.

Territoires palestiniens occupés en 2011. En rouge, les zones administrés civilement par les Palestiniens.

Le terme d'apartheid pour la politique d'Israël a été adopté par les défenseurs des droits des Palestiniens ainsi que par des activistes israéliens et des organismes de défense des droits à propos de l'occupation israélienne de la Cisjordanie, de l'établissement de colonies illégales et de l'érection d'un mur autour de Gaza,,,. Cette désignation qui « permet de penser dans la durée l'asymétrie des relations israélo-palestiniennes » est toutefois fortement contestée par Israël, qui tente même d'en bannir la discussion. Dès 2014, les partisans de la politique israélienne dans les territoires de Cisjordanie présentaient cette accusation d'apartheid comme une forme d'antisémitisme. En France, une résolution présentée à l'Assemblée nationale « condamnant un régime d'apartheid en Israël » a été rejetée comme visant à « racialiser et essentialiser un conflit de territoire ».
Le terme d'apartheid a aussi été appliqué aux situations de disparité économique et sociale en raison du genre ou de la religion comme en Irlande du Nord.

## Médias

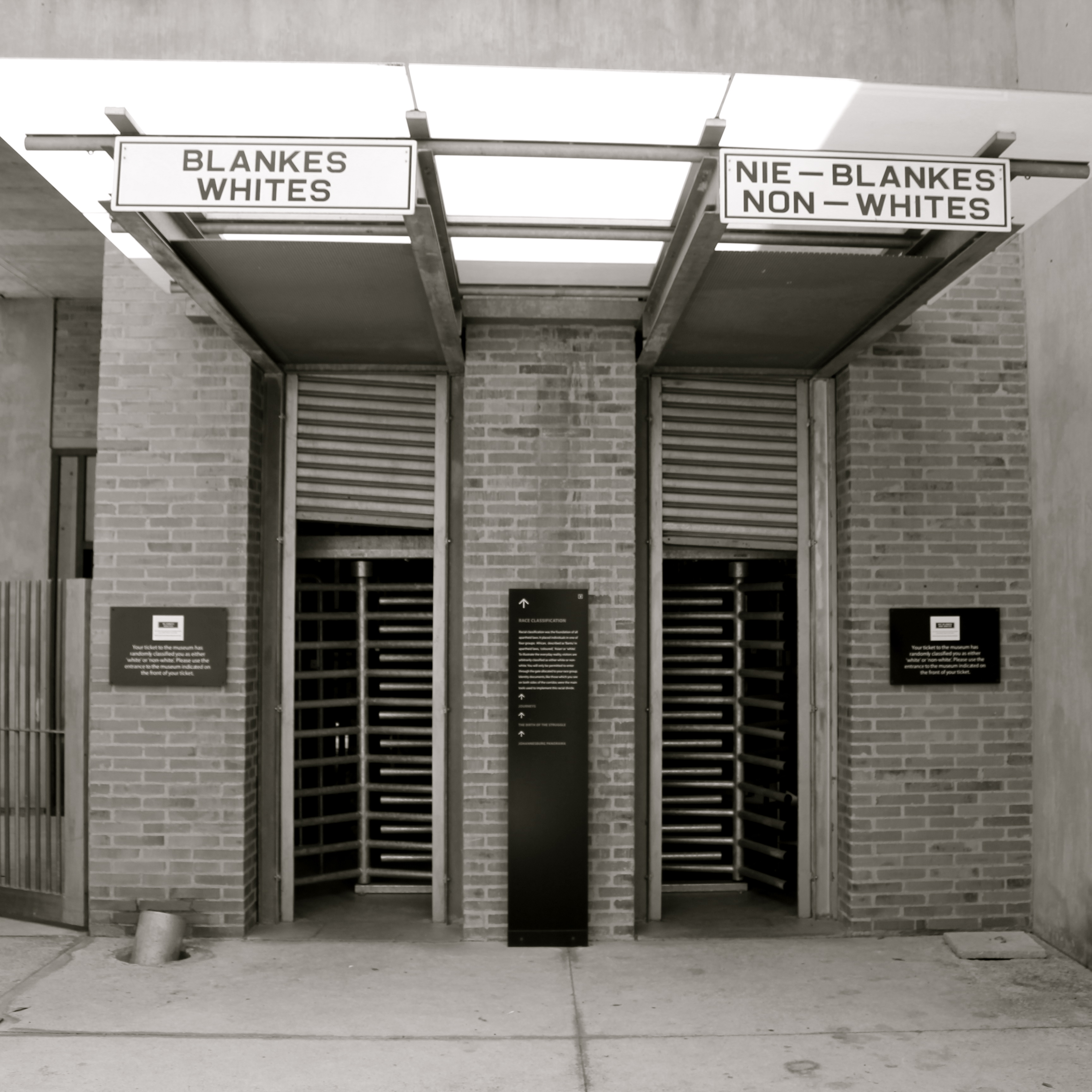
Entrée ségréguée du Musée de l'apartheid à Johannesburg. Ouvert en 2001, ce musée relate cette période historique de l'Afrique du Sud.

Dans les médias, l'apartheid est représenté que ce soit dans les domaines littéraires, cinématographiques et musicaux.

### Livres et romans relatifs
- L'Alliance (The covenant) de James A. Michener : roman historique consacré à l'histoire de l'Afrique du Sud et des Afrikaners, de la préhistoire à la mise en place de l'apartheid.
- Le Serpent vert, Le dernier safari et la piste du Renard, de Wilbur Smith : romans ayant pour cadre les luttes politiques au sein de la communauté blanche (Afrikaners/Anglophones) et entre Blancs et Noirs en Union puis République sud-africaine.
- En attendant la pluie : roman de Sheila Gordon
- Une saison blanche et sèche : roman d'André Brink consacré à la prise de conscience d'un Afrikaner de la situation sociale et politique des Noirs sous la période d'apartheid
- Un long chemin vers la liberté : Autobiographie de Nelson Mandela
- Les amants de l'apartheid, Madge Swindells : histoire d'amour et d'amitié entre trois amis (l'un blanc, l'autre noir et la dernière métis) durant l'apartheid
- Het Huis van Mama Pondo de Aster Berkhof : histoire d'une famille noire dans les années 1950-60 lors des mouvements pacifiques contre les lois ségrégationnistes.
- Asking for Trouble et Biko (1978) : livre du journaliste Donald Woods
- Letter to Farzanah (1979) : livre du photographe Omar Badsha
- La lionne blanche (1993) : Roman policier d'Henning Mankell
- Un arc-en-ciel dans la nuit (2008) par Dominique Lapierre, épopée romano-historique consacré à l'histoire de l'Afrique du Sud, de l'arrivée des Blancs au Cap en 1652 à l'élection de Nelson Mandela comme premier Président noir de l'Afrique du Sud en 1994.
- Au plus noir de la nuit, roman d'André Brink dont l'action se passe pendant les années 1970 sur fond d'apartheid. Un comédien noir raconte (Livre de poche).
- Poussière rouge (2006) de Gillian Slovo, fille de l'avocat de Nelson Mandela.

### Films
- Pleure, ô pays bien-aimé, réalisé par Zoltan Korda et tiré du roman-éponyme d'Alan Paton. Avec Sidney Poitier. Tourné en Afrique du Sud, le film évoque la situation des Noirs au début de l'apartheid.
- Come Back, Africa, 1959, de Lionel Rogosin.
- The Cape Town Affair (en) (1967), film d'espionnage avec Claire Trevor, James Brolin et Jacqueline Bisset, réalisé par Robert D. Webb. Tourné en Afrique du Sud, un des rares films américains dont le point de vue épouse celui du gouvernement sud-africain.
- Dernière tombe à Dimbaza (1972) : documentaire tourné clandestinement en Afrique du Sud par Nana Mahomo.
- Le Vent de la violence (1973) avec Michael Caine, Sidney Poitier et Nicol Williamson (tourné principalement au Kenya).
- Frontline (1975), de René Vautier.
- Classified People (1988), documentaire réalisé clandestinement en Afrique du Sud par Yolande Zauberman et consacré aux déchirures sociales issues de l'application de l'apartheid.
- Un monde à part (A World Apart) sorti en 1988, réalisé par Chris Menges, avec Barbara Hershey, Jodhi May et Linda Mvusi.
- Cry Freedom (mars 1988), réalisé par Richard Attenborough. Tourné au Zimbabwe et au Kenya (scènes de plage).
- Une saison blanche et sèche (1989), réalisé par Euzhan Palcy, adaptation cinématographique du roman éponyme. Tourné au Zimbabwe.
- La Puissance de l'ange (The Power Of One) (1992) réalisé par John G. Avildsen avec Morgan Freeman et John Gielgud. Tourné au Zimbabwe.
- Bopha ! (1993) réalisé par Morgan Freeman, avec Danny Glover et Malcolm McDowell. Tourné au Zimbabwe.
- La Commission de la vérité, (1999), documentaire réalisé par André Van In, consacré à la Commission de la vérité et de la réconciliation.
- Drum (2004), réalisé par Zola Maseko, qui raconte la vie d'Henry Nxumalo.
- In My Country (2004), réalisé par John Boorman, avec Samuel L. Jackson et Juliette Binoche.
- Zulu Love Letter (avril 2006), réalisé par Ramadan Suleman.
- Au nom de la liberté (2006) avec Tim Robbins.
- Goodbye Bafana (avril 2007), réalisé par Bille August.
- Disgrâce (2008), réalisé par Steve Jacobs.
- Skin (2008), un film d'Anthony Fabian qui retrace la vie de Sandra Laing.
- Invictus (2009), un film de Clint Eastwood sur la coupe du monde de rugby de 1995 et les relations entre blancs et noirs dans l'Afrique du Sud post-apartheid.
- Passé Komatipoort (2009), documentaire de Sylvain Sailler.
- District 9 (2009), film de science-fiction de Neill Blomkamp opérant une métaphore explicite de l'apartheid et plus précisément de la déportation du District Six.
- The Killing of the Imam, (2010), par Khalid Shamis.
- The Bang Bang Club (2011), film de Steven Silver, avec Ryan Phillippe.
- Zulu (2013), réalisé par Jérôme Salle, avec Orlando Bloom et Forest Whitaker.

### Musique
- War (1976), chanté par Bob Marley, qui reprend un discours de l'empereur d'Éthiopie Hailé Sélassié Ier de 1963.
- Peter Tosh : chanson Apartheid dans l'album Equal Rights (1977).
- Peter Gabriel : chanson Biko en 1980 à la mémoire de Steve Biko.
- Savuka, groupe fondé par Johnny Clegg en 1985.
- Alpha Blondy : Apartheid is nazism dans l'album éponyme (1985).
- Artists United Against Apartheid : Sun City (1985), album collectif de 48 artistes unis contre l'apartheid et qui s'engagent à ne pas se produire à Sun City (Afrique du Sud) : Bono, Jackson Browne, Jimmy Cliff, George Clinton, Miles Davis, Bob Dylan, Peter Gabriel, Bruce Springsteen, etc.
- Hugh Masekela : chanson Bring him back home qui devient en 1987 l'hymne du mouvement de libération de Nelson Mandela.
- Simple Minds : chanson Mandela Day en 1989 pour les 25 ans d’emprisonnement de Nelson Mandela.
- Tonton David : chanson Pretoria, dans l'album " Le Blues des racailles" (1991)
- Bouchées Doubles : Album Apartheid (2006)